# Liste de cadrans solaires de Paris
Voici une liste de cadrans solaires parisiens.

## Nombre
Paris compterait largement plus d'une centaine de cadrans solaires.
Ainsi, Gotteland et Camus en recensaient 109 dans la première édition de leur ouvrage Cadrans solaires de Paris, en 1993. Ils en ajoutèrent 4 dans la seconde édition de 1997, et encore 7 autres lorsqu'ils mirent la liste à disposition sur le site web de la Société astronomique de France (SAF), ce qui porte le nombre de cadrans parisiens recensés à 120.
La Commission des cadrans solaires de la SAF en comptait quant à elle 237, lors de son inventaire annuel de 2007-2008.
Cet article n'en liste qu'une petite partie.

## Liste

### 1erarrondissement
- Église Saint-Eustache (sur le portail) :
  - cadran solaire (cadran vertical déclinant) ;
  - méridienne (méridienne verticale déclinante).
- Hôtel des Deux-Boules, 3, rue des Deux-Boules (cadran vertical déclinant, cour intérieure).
- Hôtel des Vins, 68, rue Jean-Jacques-Rousseau (cadran vertical, cour intérieure).
- Immeuble du 15, rue de Richelieu (peut-être du XIIIe siècle, cadran vertical, dans la cour de l'immeuble).
- Jardin des Halles : Cadran solaire à fibres optiques, Henri de Miller (1988, sculpture en bronze et lecture par fibres optiques).
- Jardin du Palais-Royal : ancien canon méridien (désaffecté en 1997).
- Musée du Louvre, quai François-Mitterrand (cadran solaire de chantier déclinant de l'après-midi, sur la façade extérieure de la grande galerie).
- Palais de Justice (1900, façade sud, cadran vertical déclinant).

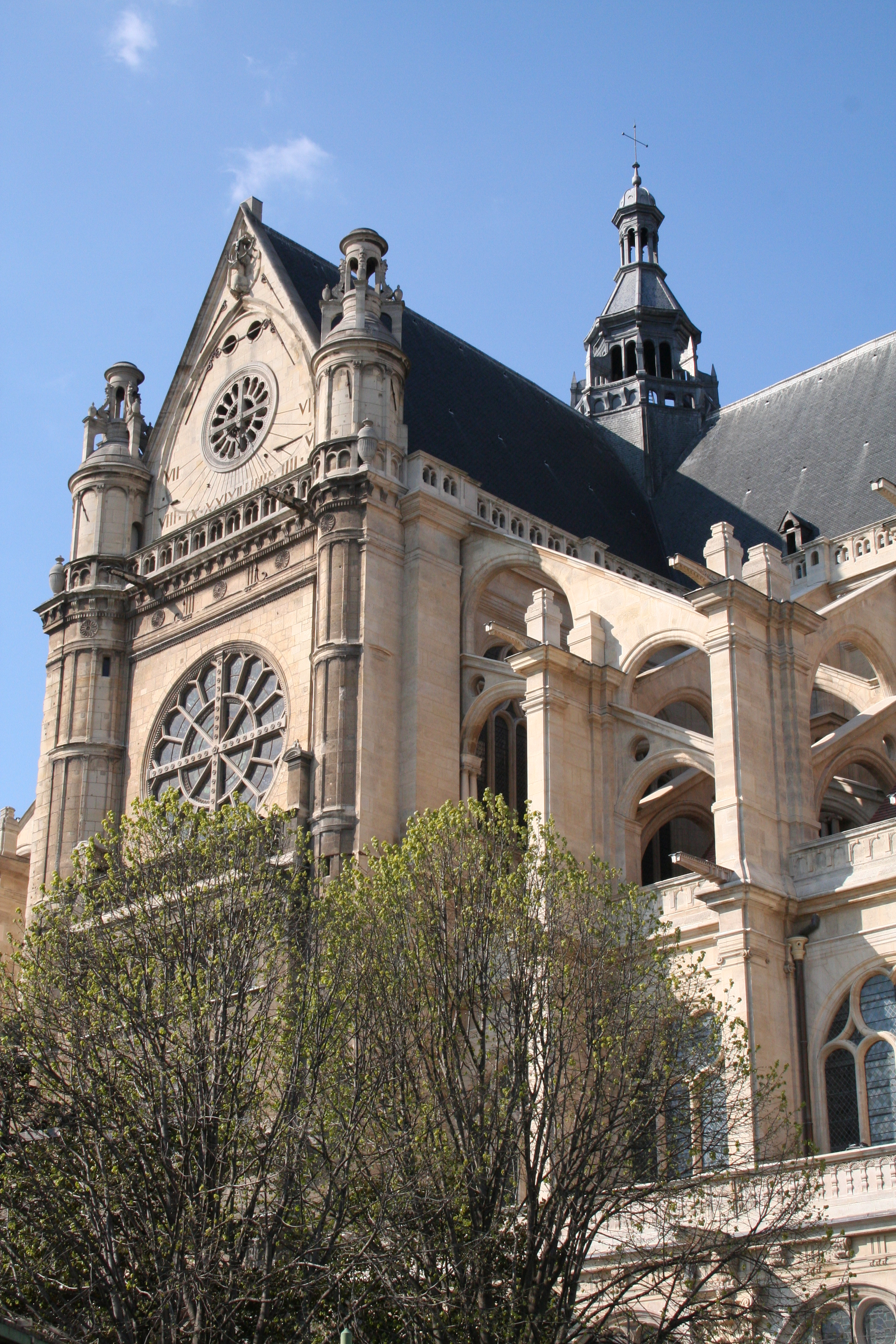
Façade de l'église Saint-Eustache ; le cadran solaire est visible sur le portail, au-dessous de la plus haute rosace, sur la gauche de l'image.
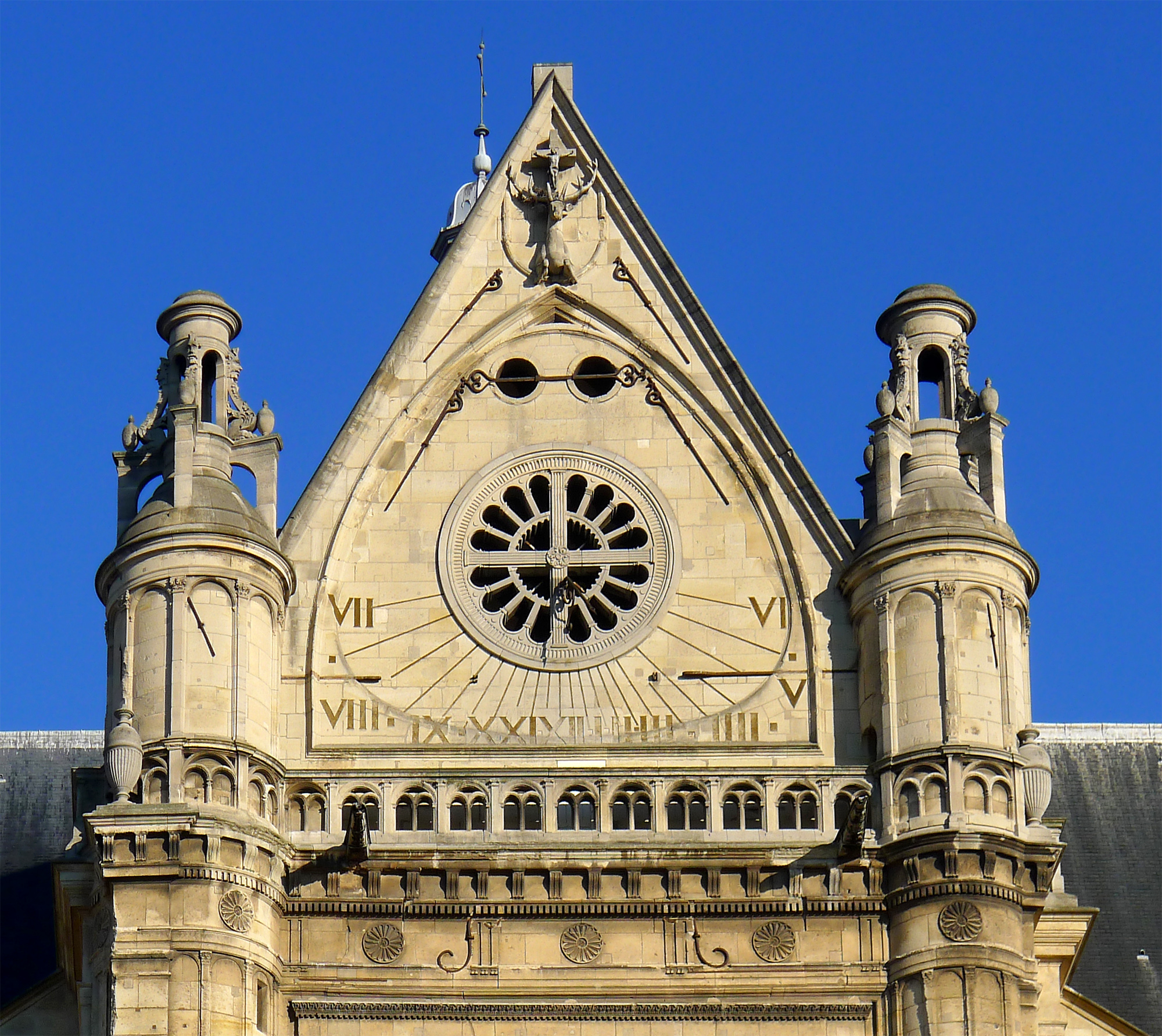
Détail du cadran.
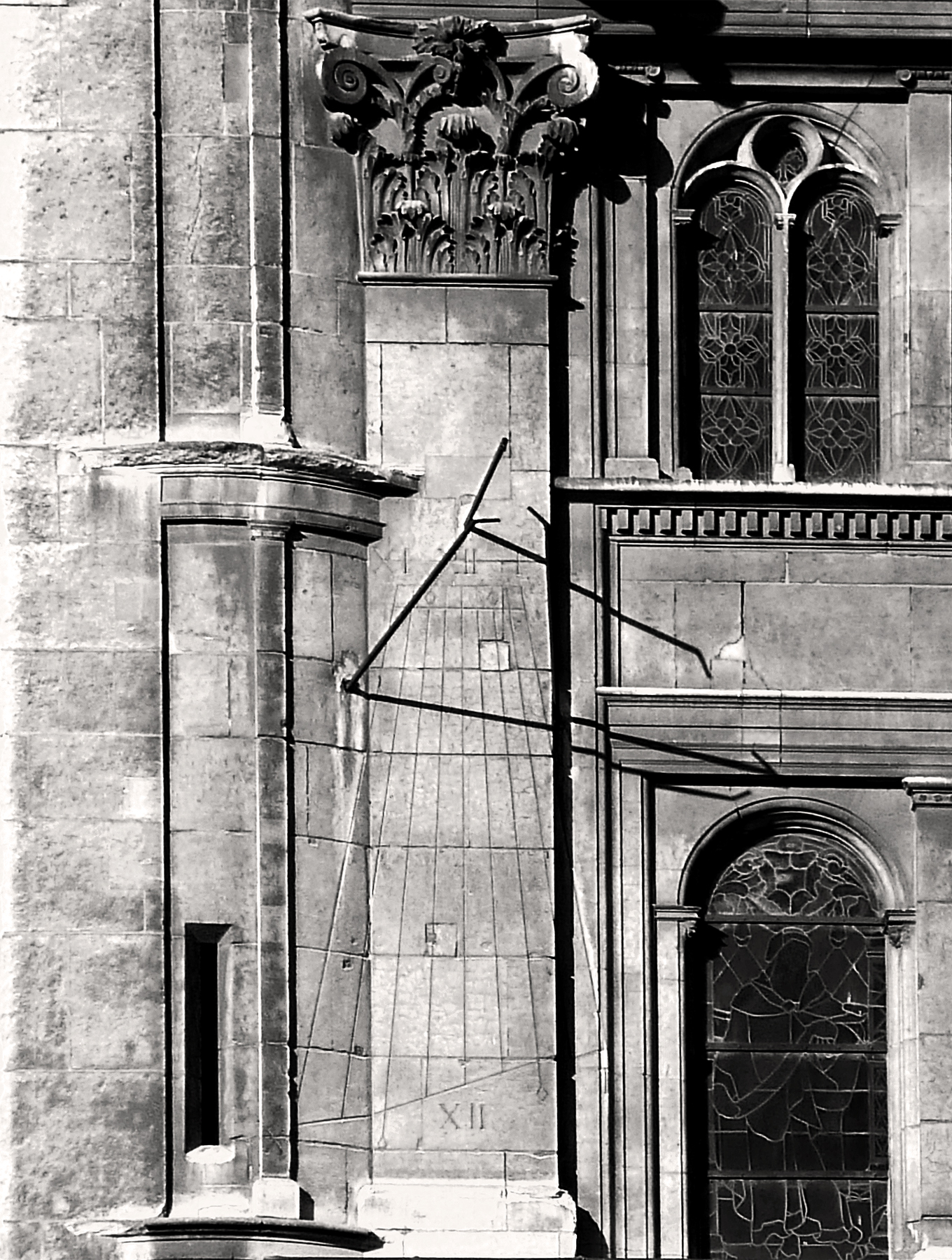
Méridienne.
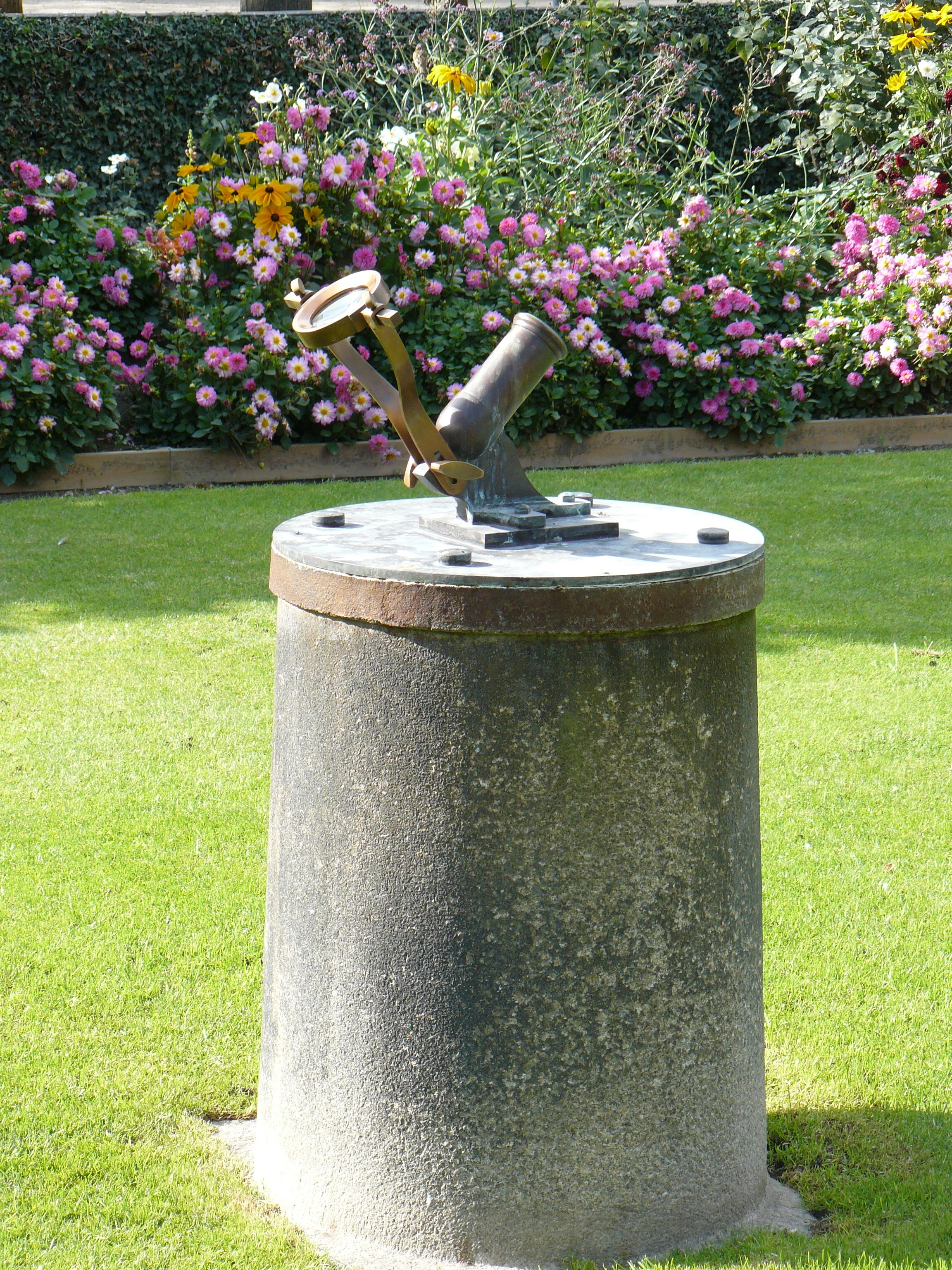
Canon du jardin du Palais-Royal, anciennement réglé pour se déclencher au midi solaire.
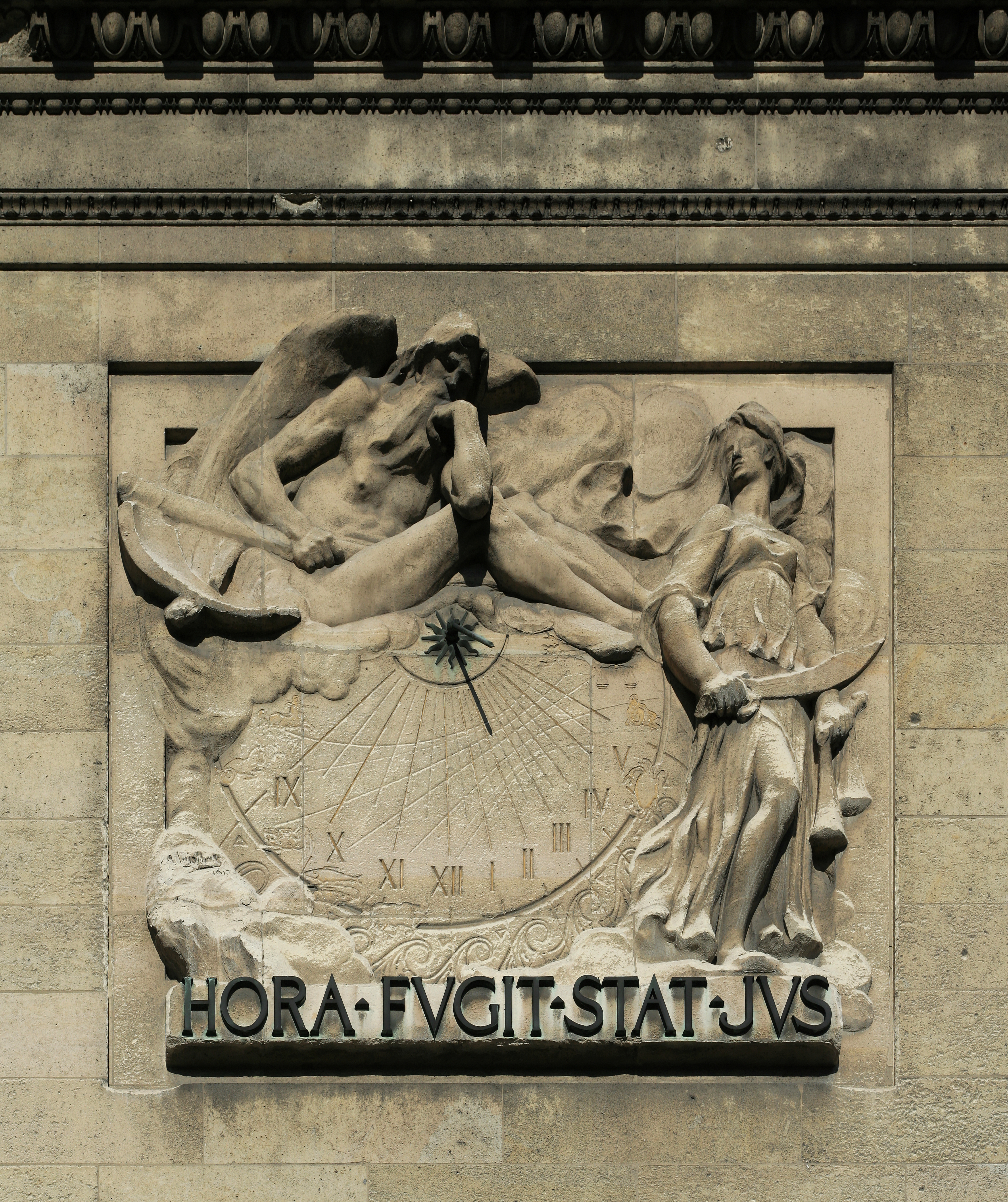
Cadran solaire du palais de Justice, quai des Orfèvres.
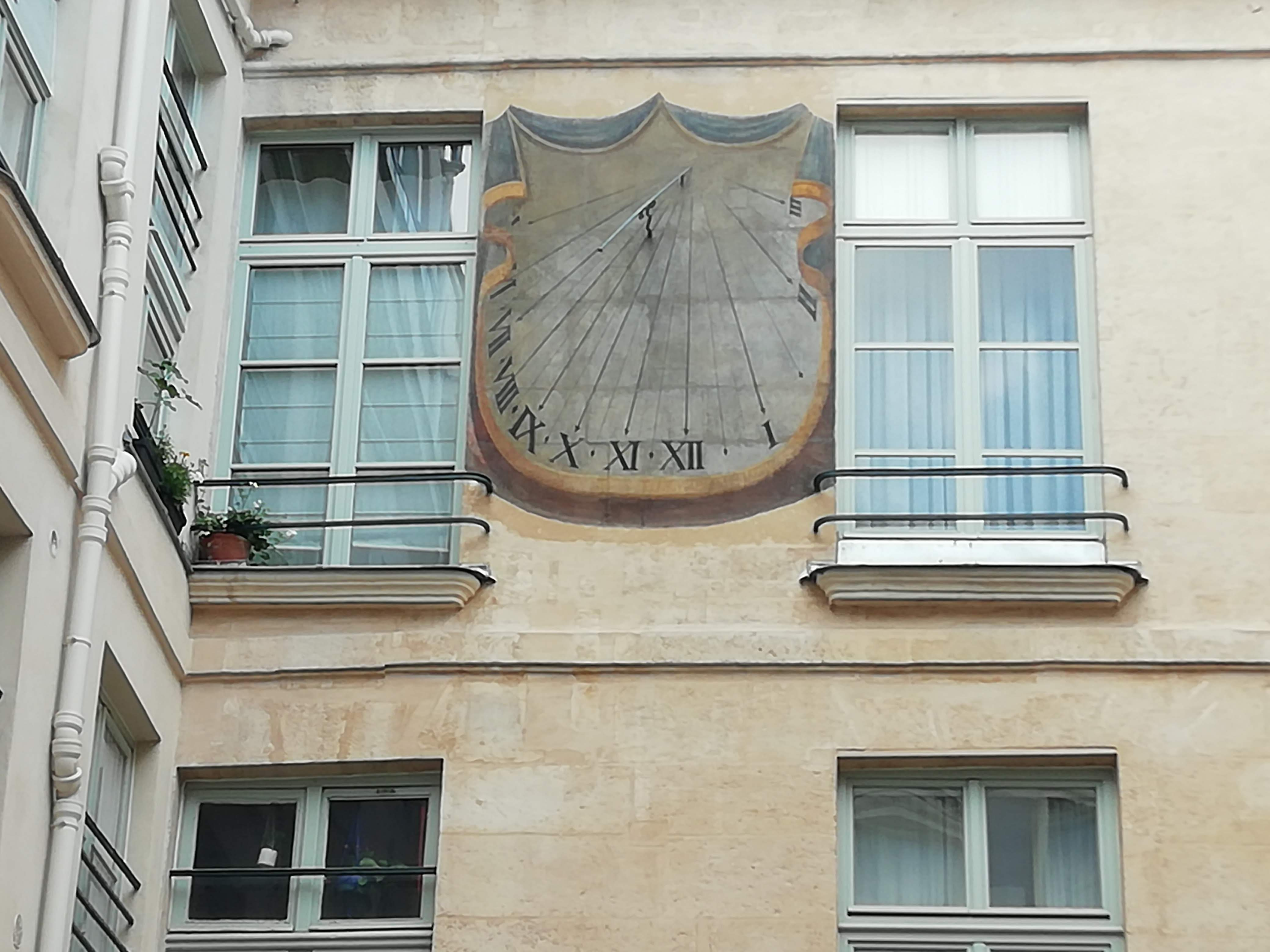
Cadran solaire au 68, rue Jean Jacques Rousseau.

### 2earrondissement
- Hôtel Famini, 12, rue Saint-Sauveur (méridienne verticale déclinante).

### 3earrondissement
- Couvent de la Merci à Paris, 45, rue des Archives :
  - cadran solaire du matin (façade sud-est, cadran vertical) : ange de la mort, allégorie du Temps;
  - cadran solaire de l'après-midi (façade ouest, cadran vertical).

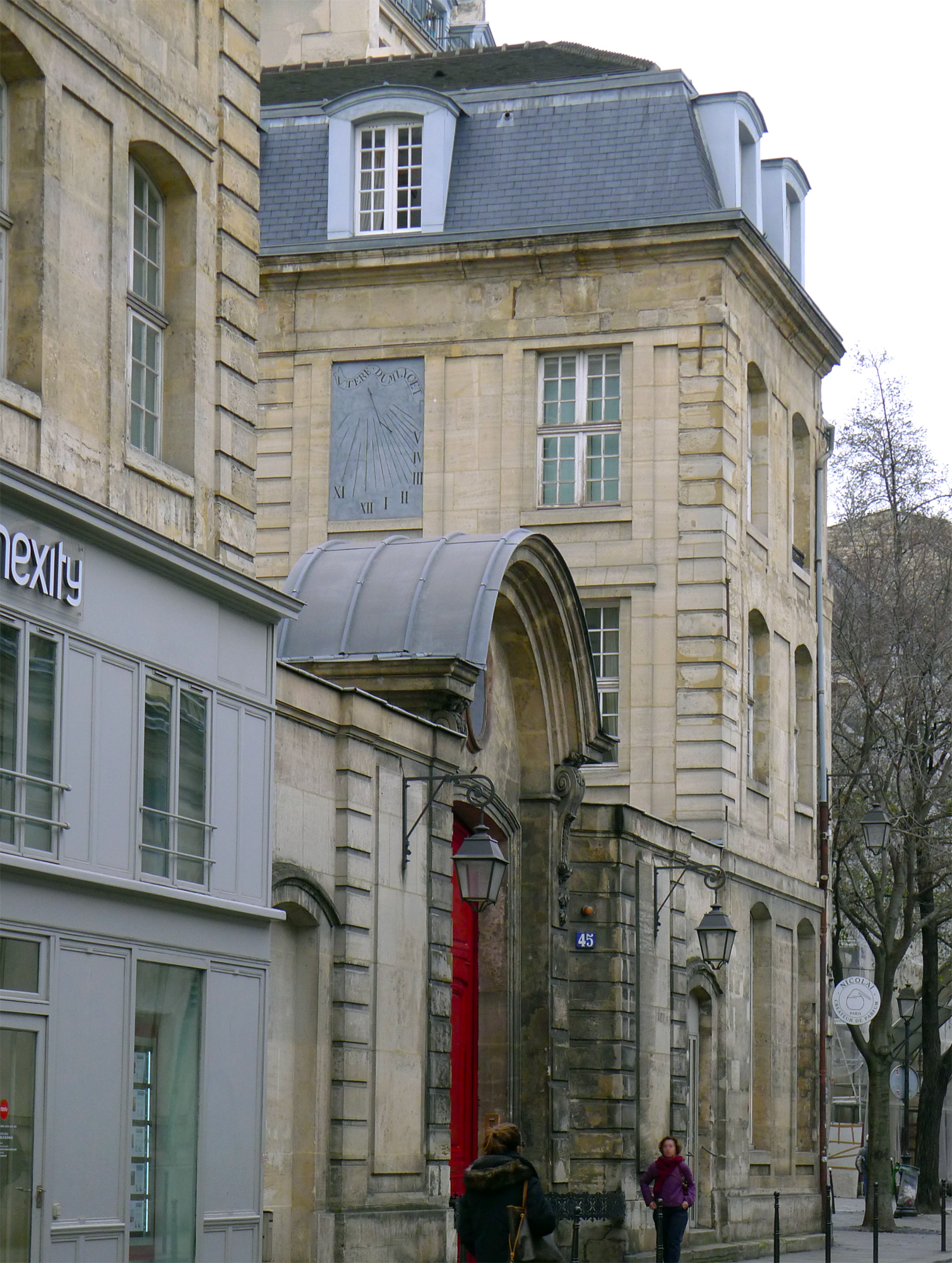
Le no 45 avec son cadran solaire.
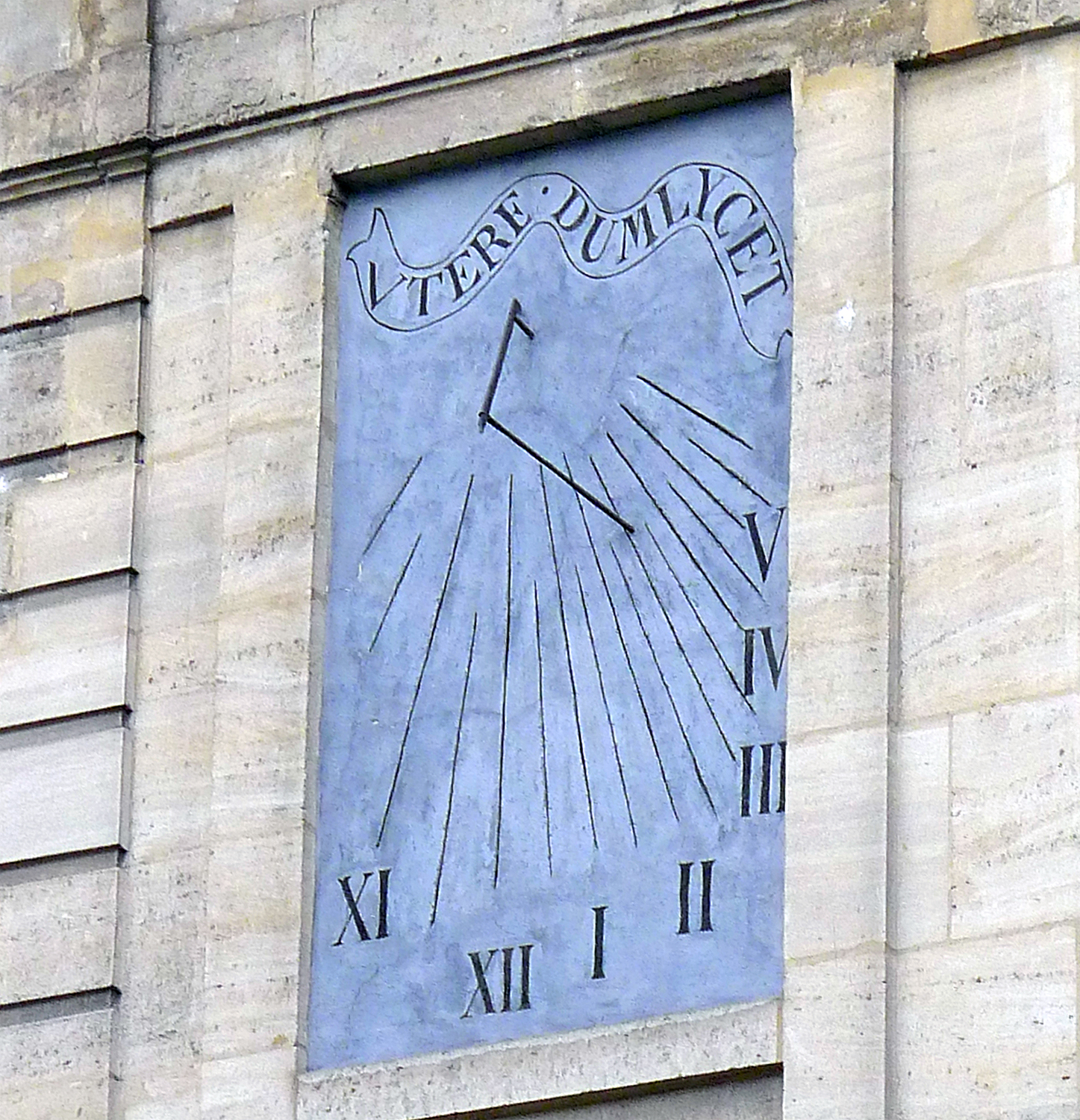
Couvent de la Merci à Paris : façade ouest, cadran vertical.
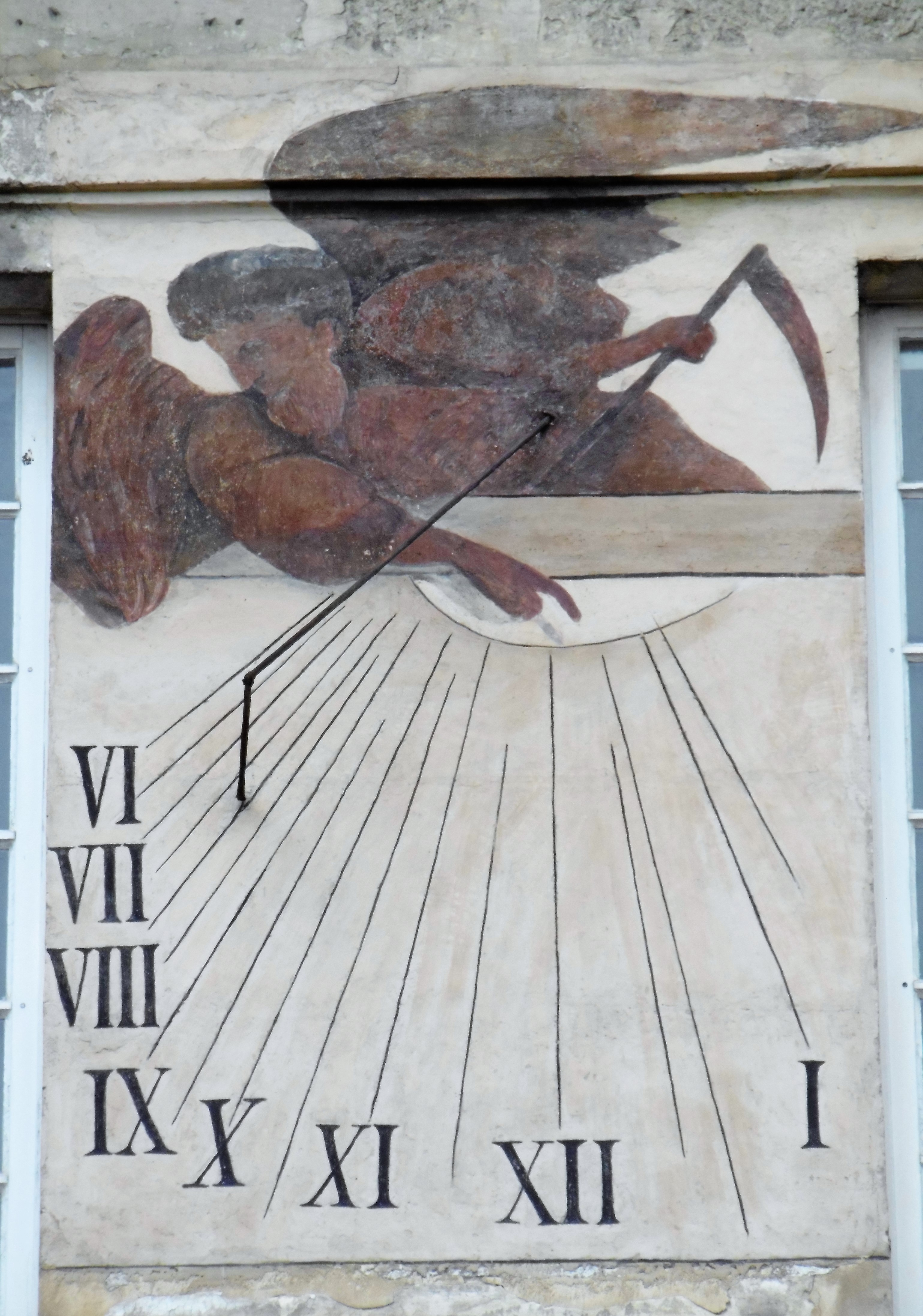
Cadran solaire façade sud-est

- Couvent des Minimes, 12, rue des Minimes (cadran vertical, cour intérieure).
- Église Saint-Nicolas-des-Champs :
  - cadran du chœur (cadran vertical déclinant) ;
  - cadran de la sacristie (cadran vertical déclinant).
- Hôtel Gigault-de Grisenoy, 16, rue des Quatre-Fils (cadran vertical déclinant).
- Hôtel Le Rebours, 18, rue des Quatre-Fils (cadran vertical déclinant).

N° 18, rue des Quatre-Fils
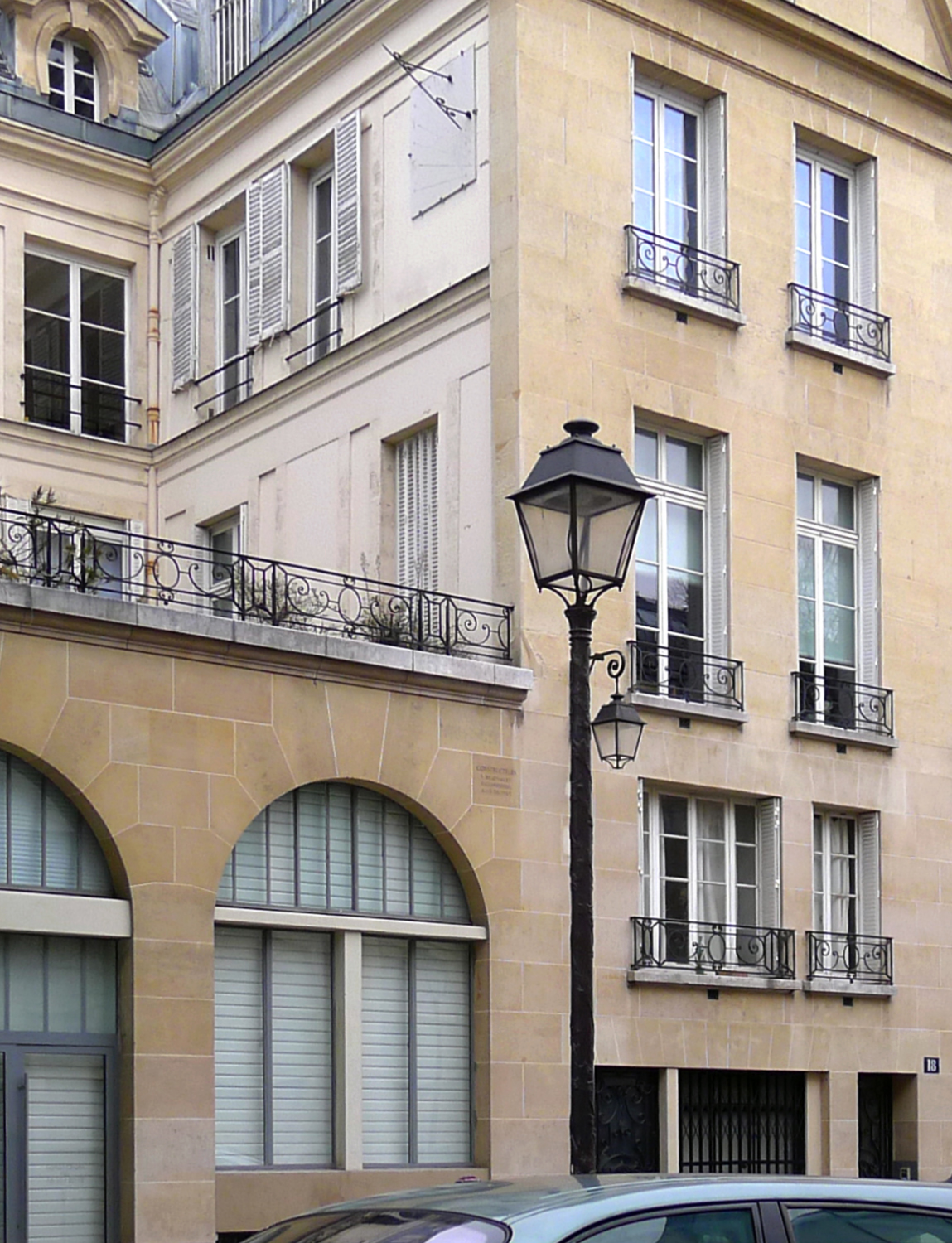
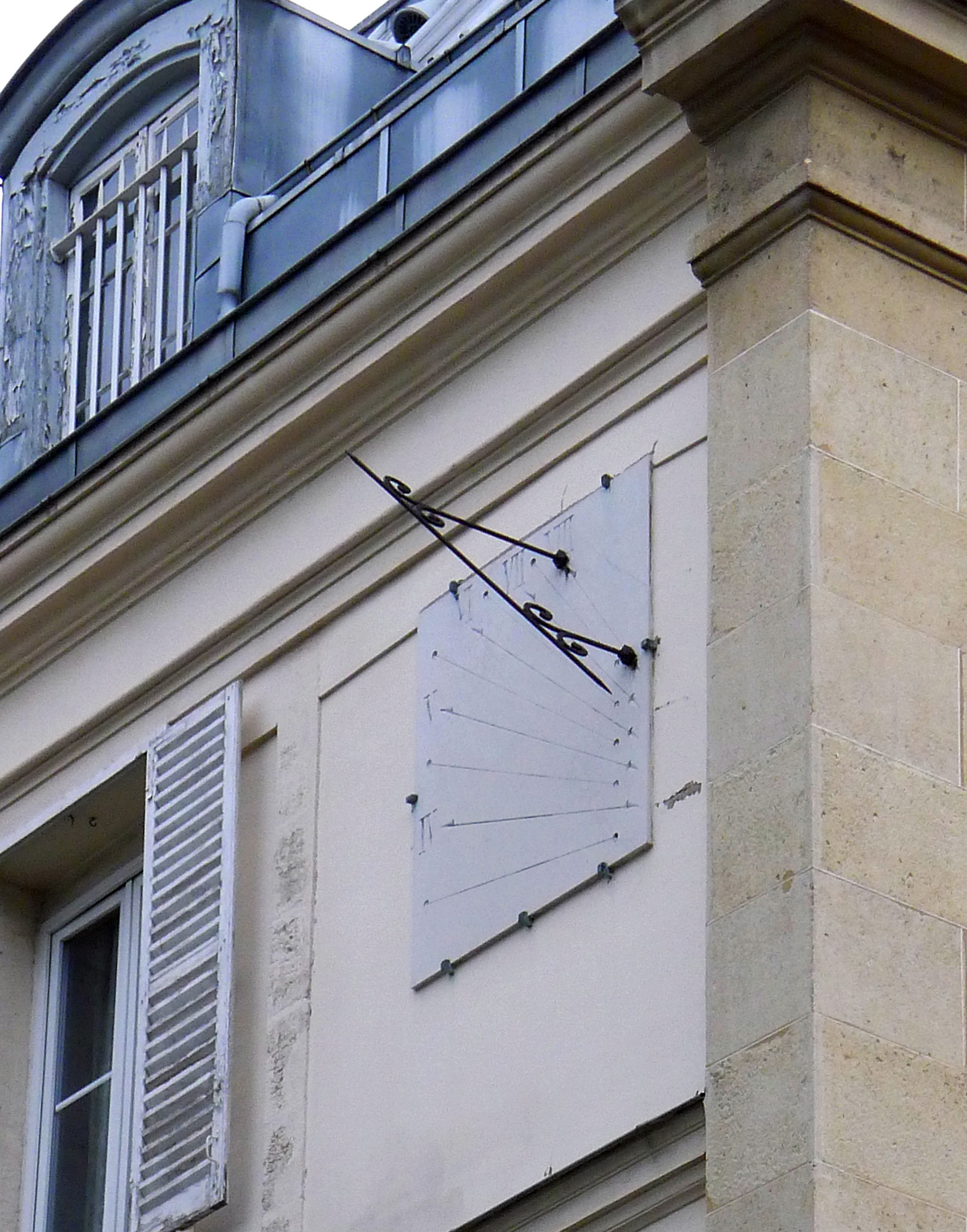

- Hôtel de Montmor, 79, rue du Temple (XIXe siècle, méridienne verticale, cour intérieure).
- Hôtel Saint-Fargeau, 14, rue Payenne (cadran vertical déclinant).
- Immeuble, 16, rue Michel-le-Comte (cadran vertical déclinant, cour intérieure).
- Immeuble, 18, rue Perrée (cadran vertical).
- Immeuble, 157, rue du Temple (cadran vertical déclinant, cour intérieure).
- Musée des arts et métiers (cour Lavoisier, cadran vertical déclinant).

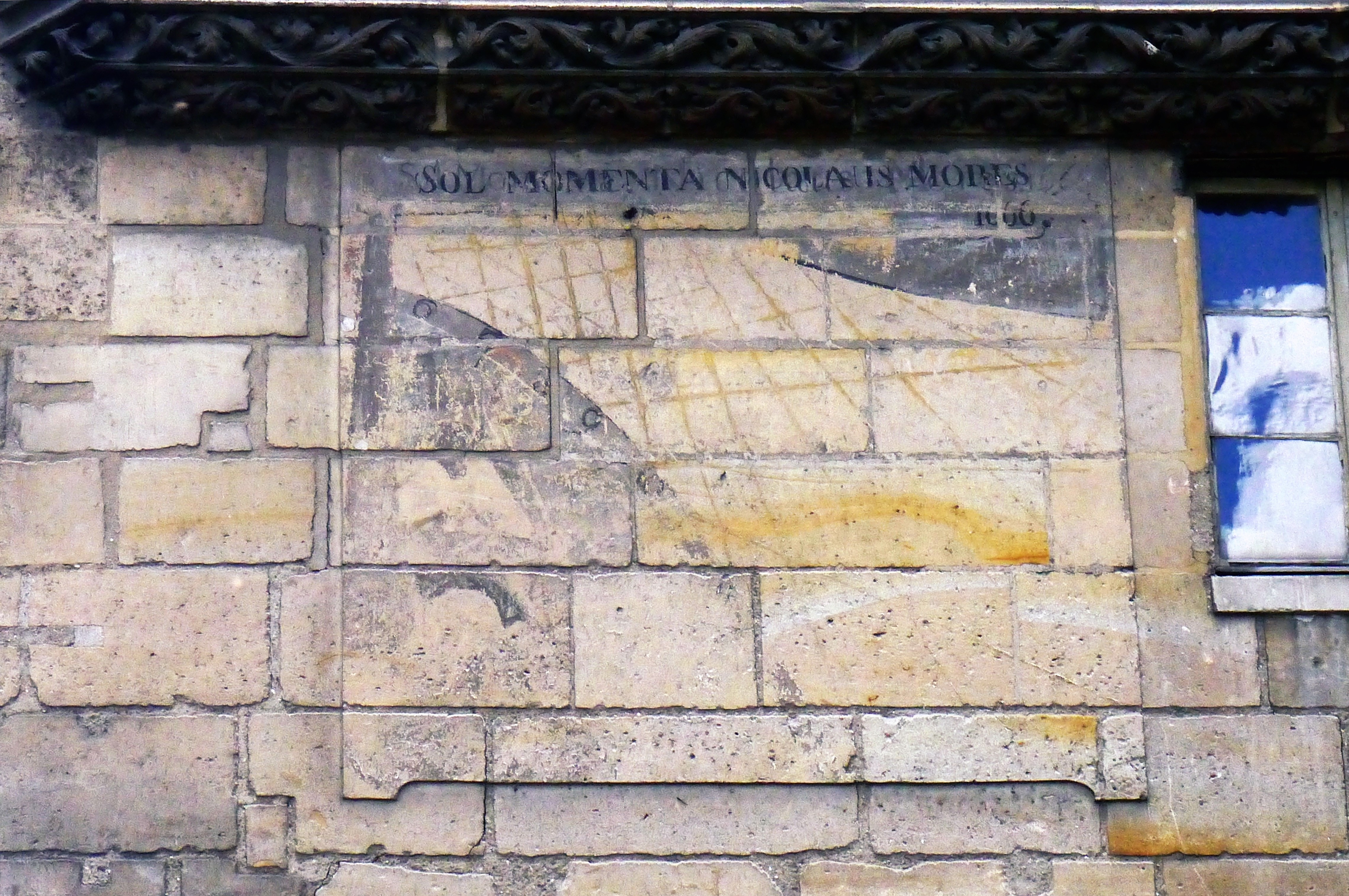
Église Saint-Nicolas-des-Champs : cadran de la sacristie.
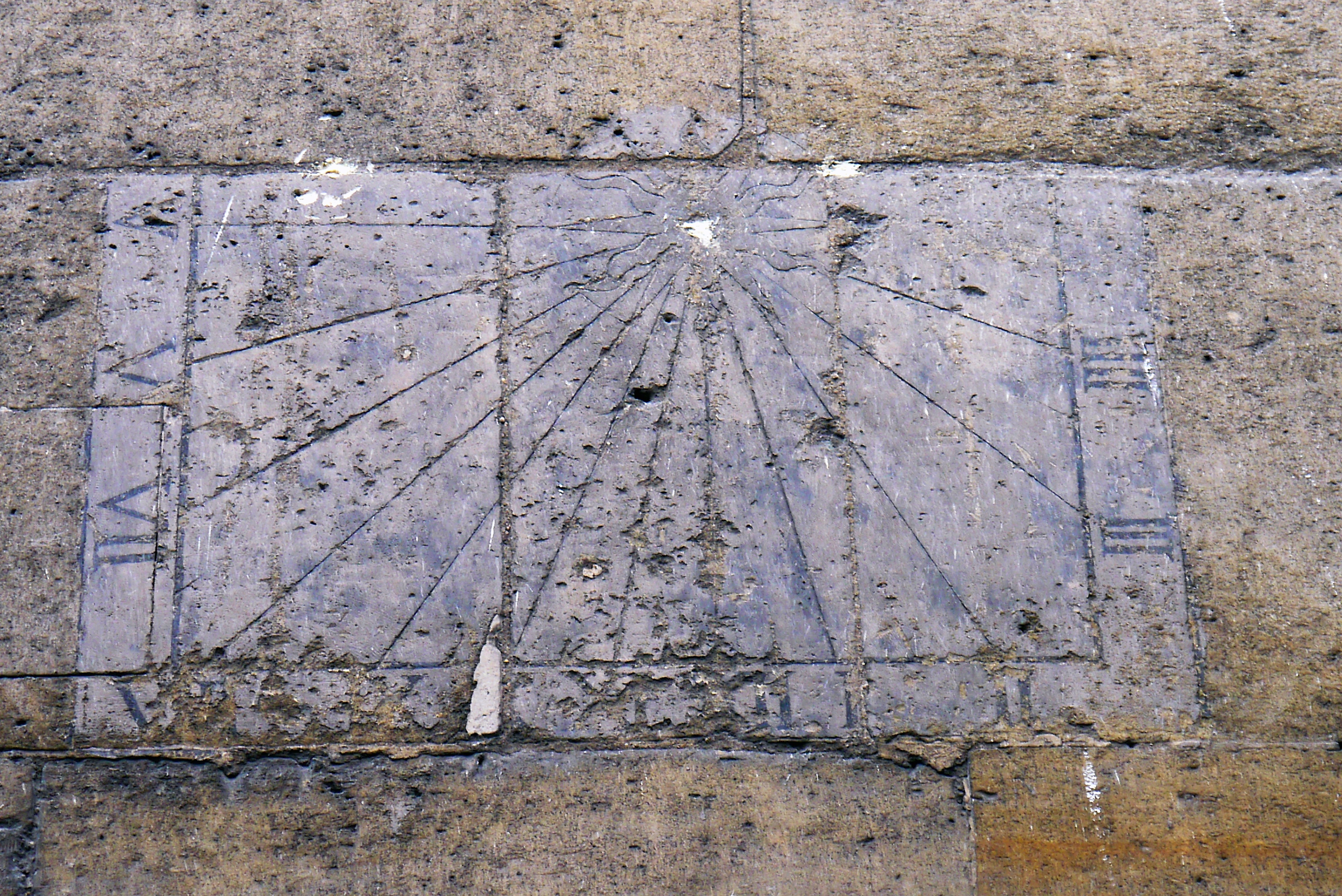
Église Saint-Nicolas-des-Champs : cadran du chœur.

### 4earrondissement
- Église  Saint-Gervais-Saint-Protais, trois cadrans solaires :
  - un cadran sur le clocher (cadran vertical déclinant) ;
  - deux cadrans au-dessus du transept sud (cadrans verticaux déclinants).

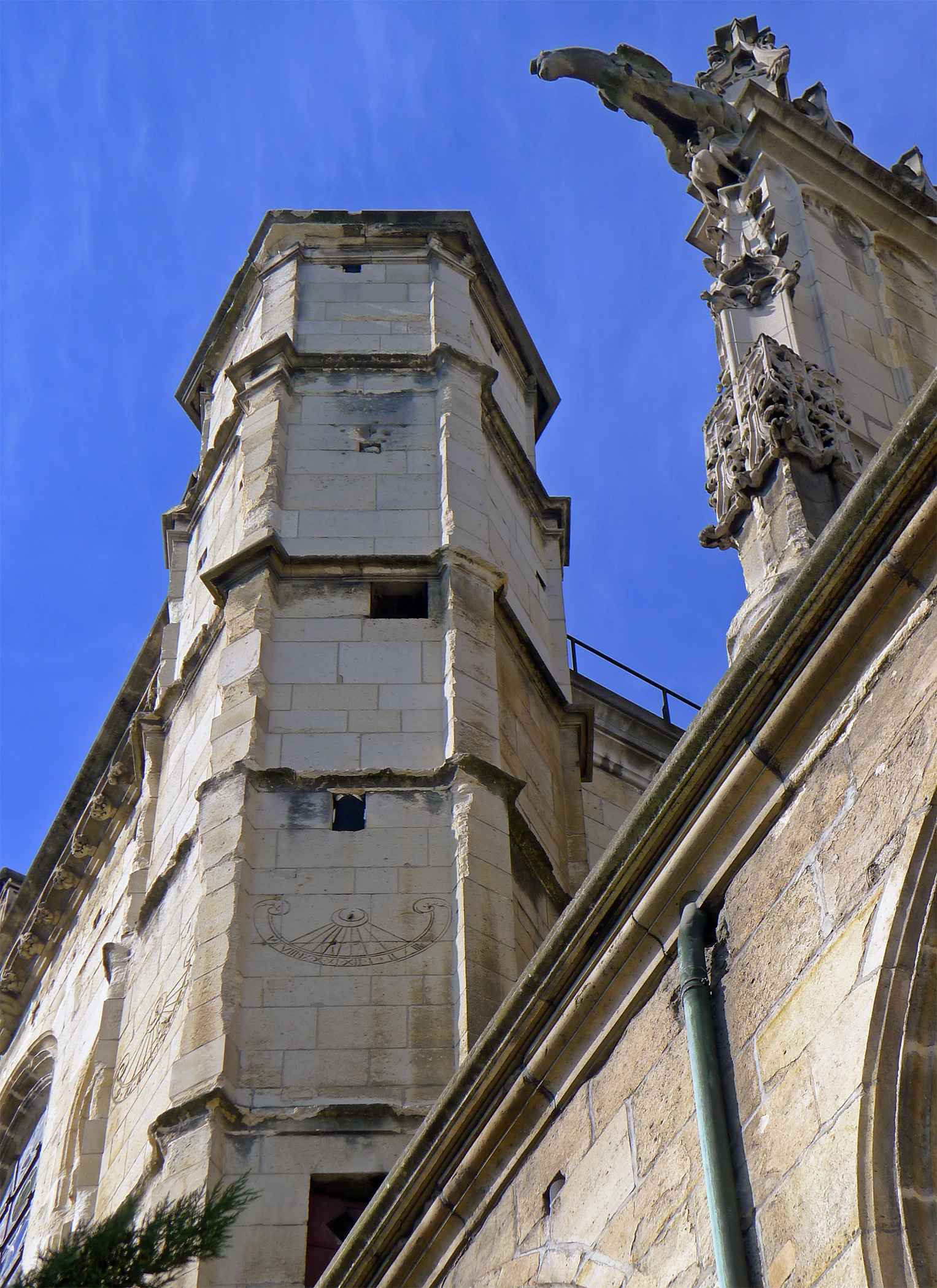
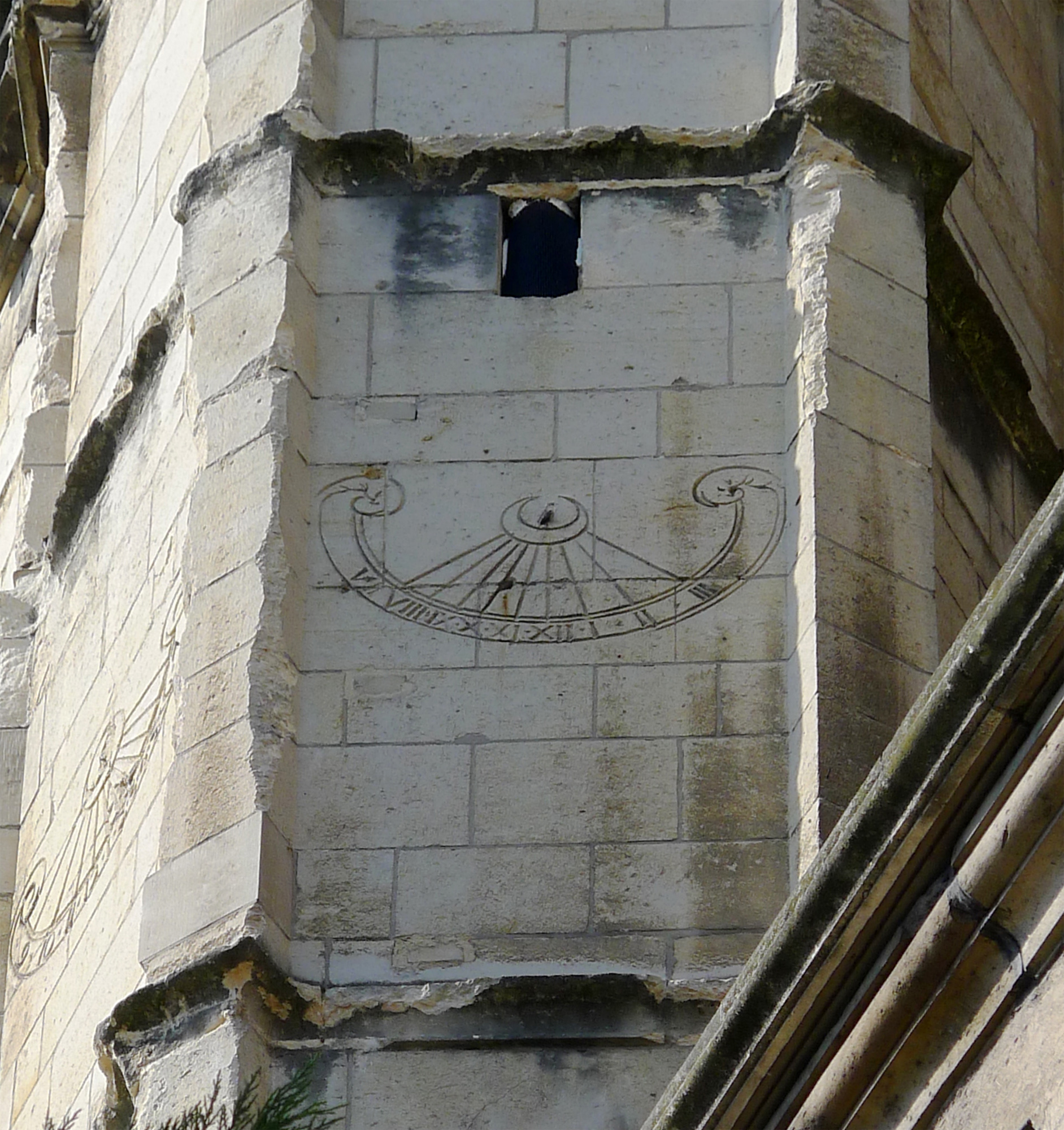

- Cathédrale Notre-Dame de Paris (colonne des tribunes, méridienne).
- Hôtel des Ambassadeurs de Hollande, 47, rue Vieille-du-Temple : sept cadrans solaires (cour d'honneur).
- Hôtel Chenizot, 51, rue Saint-Louis-en-l'Île (méridienne verticale déclinante, cour intérieure).
- Hôtel Lambert, 2, rue Saint-Louis-en-l'Île (cadran vertical).
- Hôtel de Lauzun, 17, quai d'Anjou (cadran vertical déclinant).
- Hôtel de Noirat, angle des rues de l'Hôtel-de-Ville et des Barres (cadran vertical déclinant).
- Hôtel de Sully, 62, rue Saint-Antoine (cadran vertical déclinant, cour intérieure).

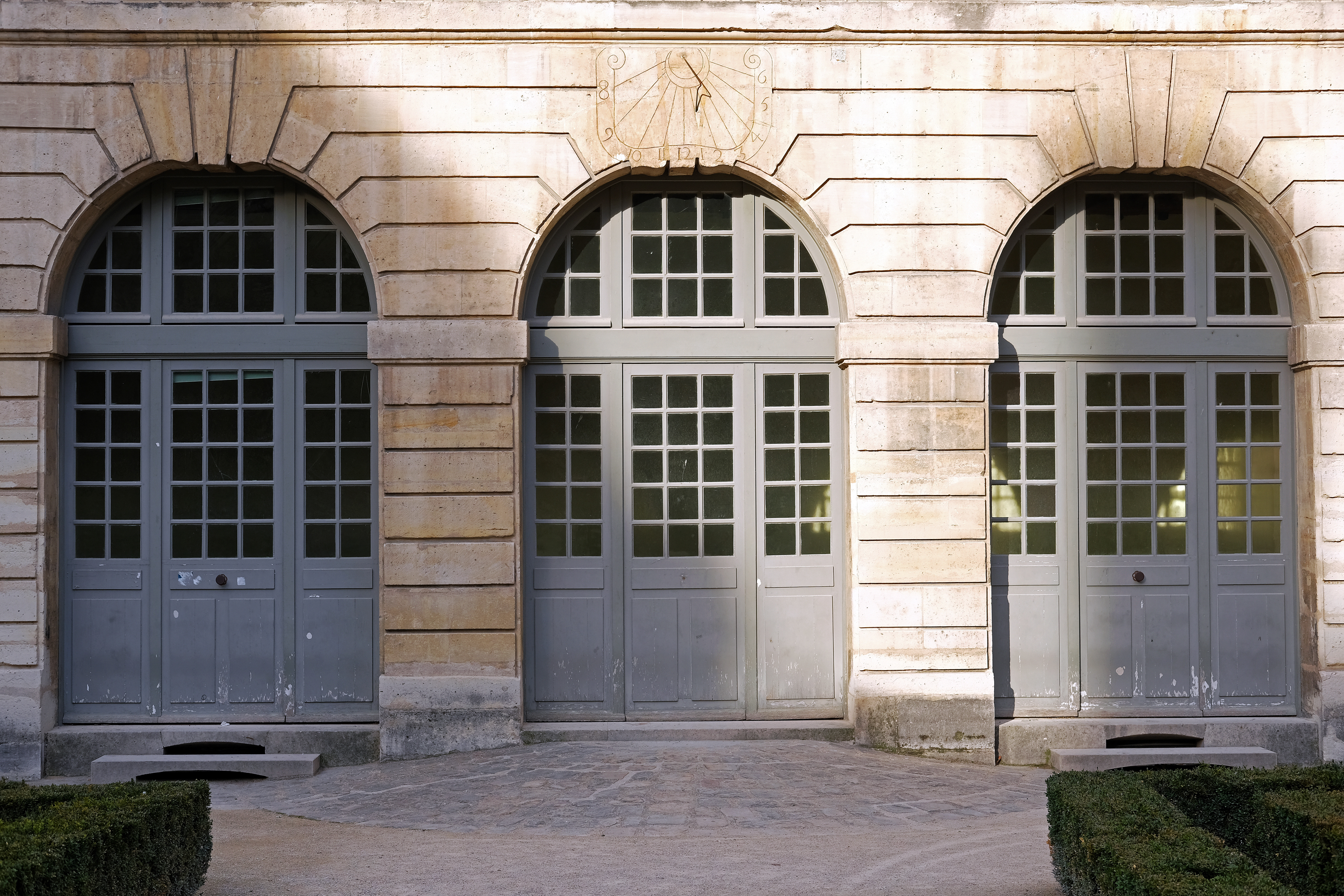
Façade intérieure, côté jardin.
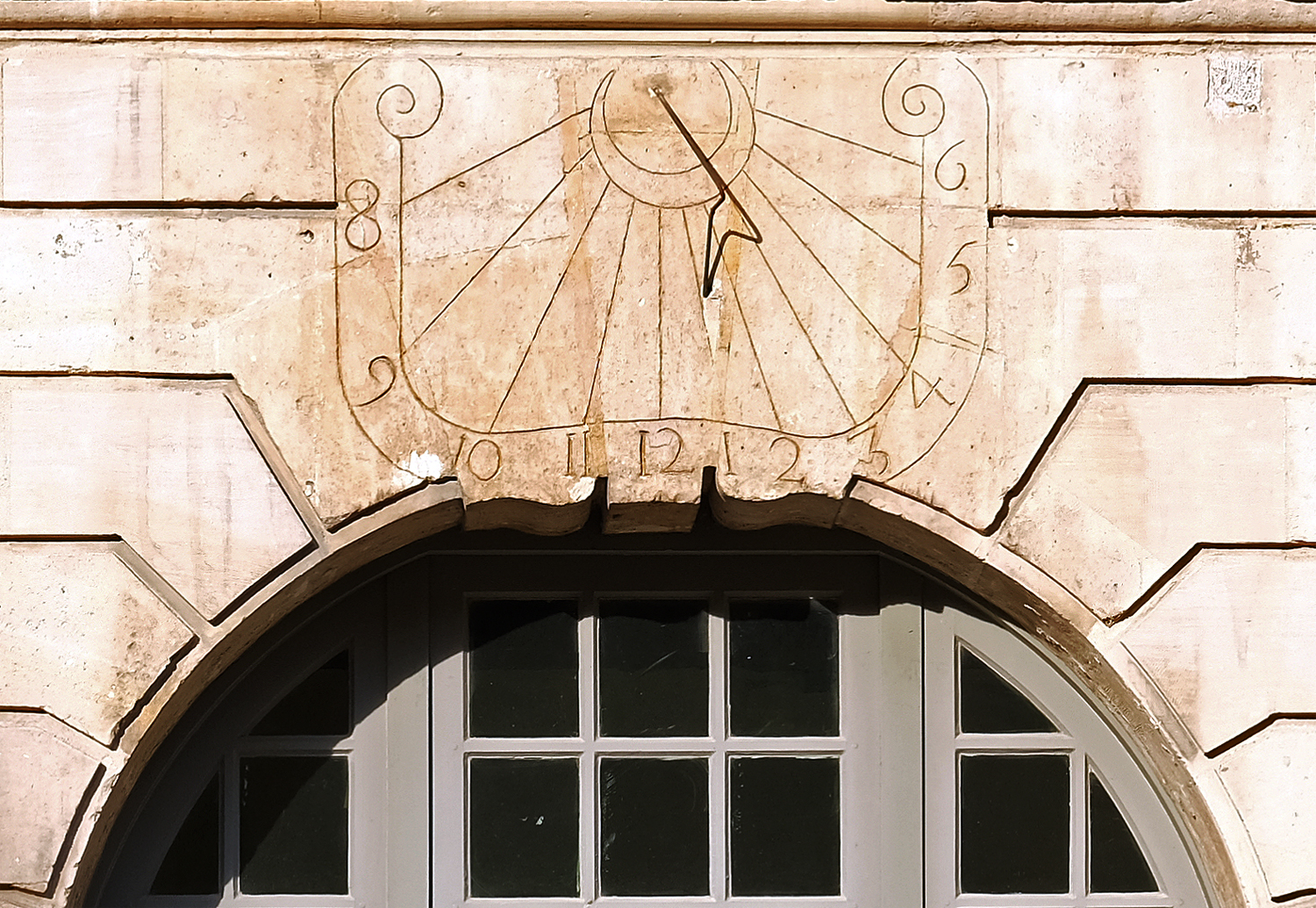
Cadran solaire (détail).

- Immeuble, 1, boulevard Henri-IV (1958, cadran vertical déclinant).

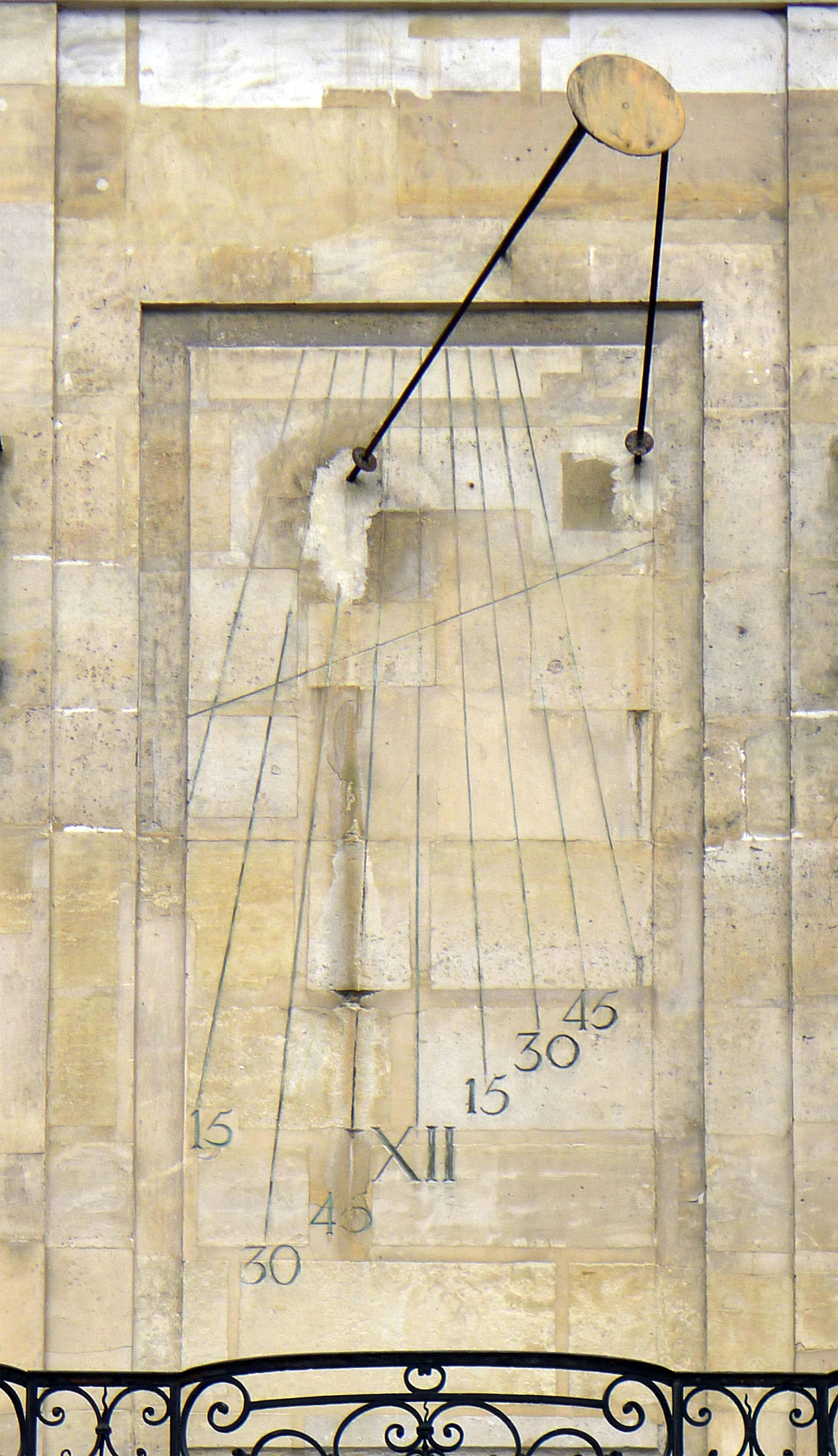
Hôtel de Chenizot.
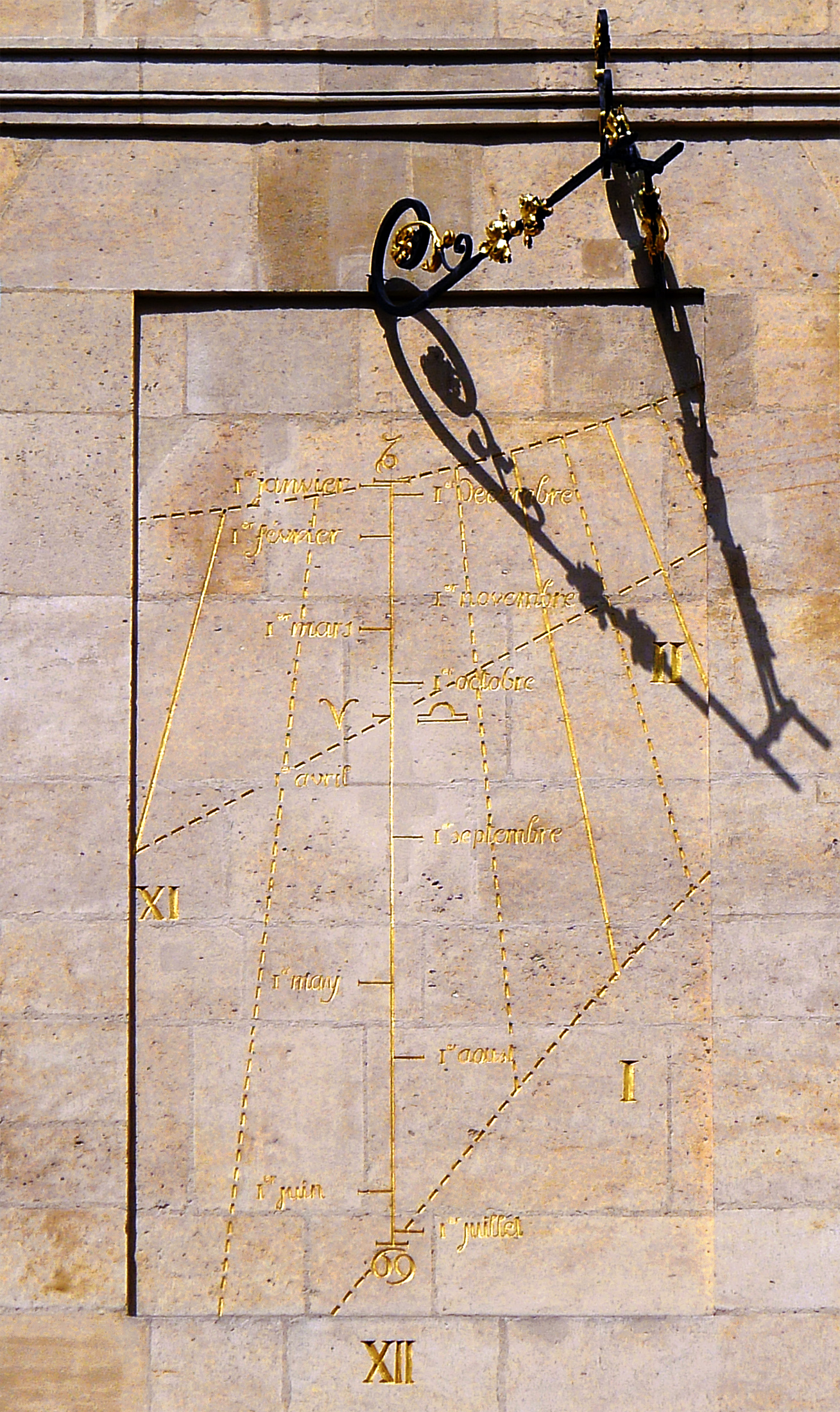
Hôtel de Lauzun.
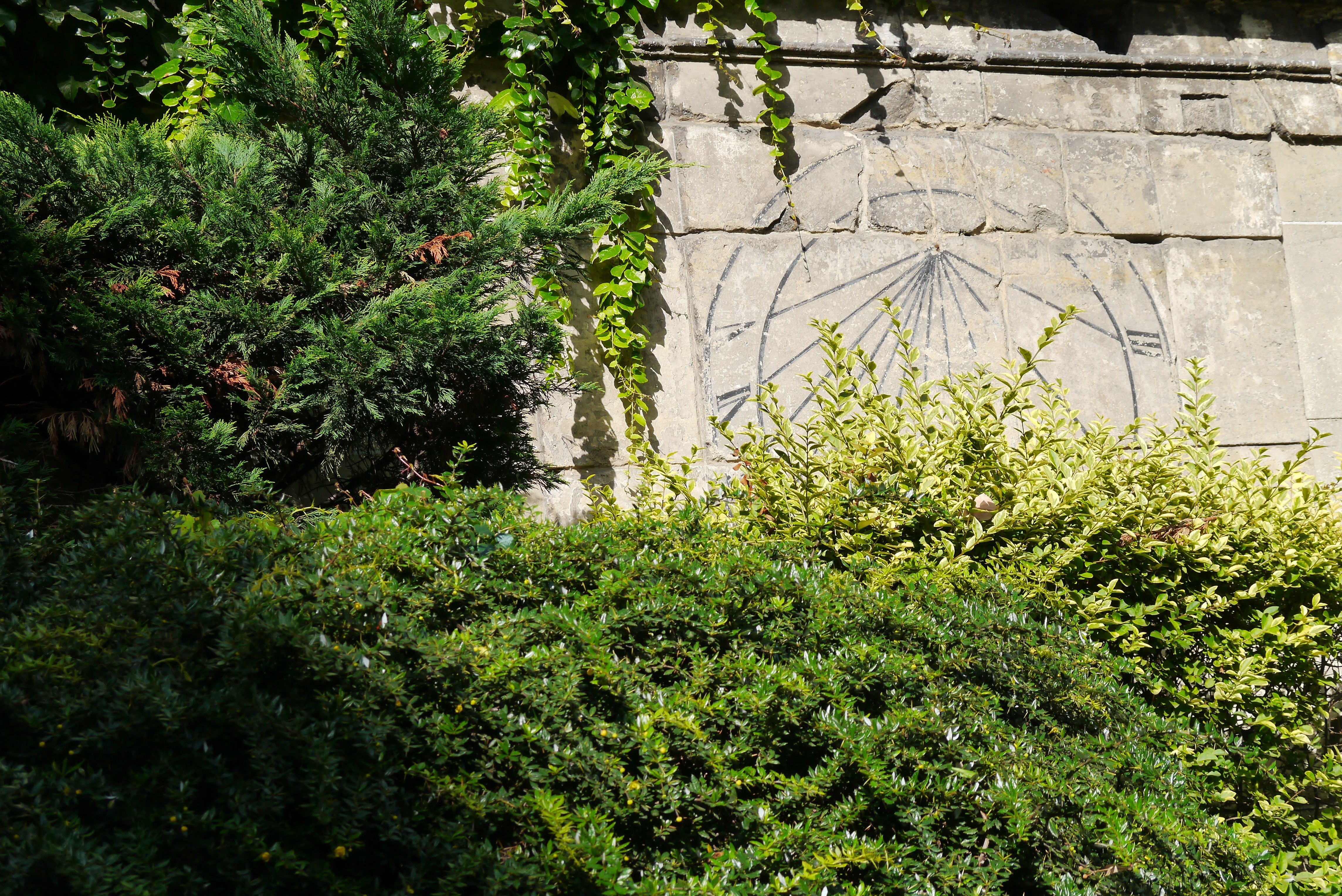
Hôtel de Noirat.

### 5earrondissement
- Abbaye du Val-de-Grâce (cadran vertical déclinant, cour intérieure).
- Église Saint-Étienne-du-Mont (méridienne verticale, contrefort du chœur).
- Hôtel de Cluny, 24, rue Du Sommerard :
  - cadran de la façade (cadran solaire vertical, cour intérieure) ;
  - cadran de la tour (cadran solaire vertical, cour intérieure).

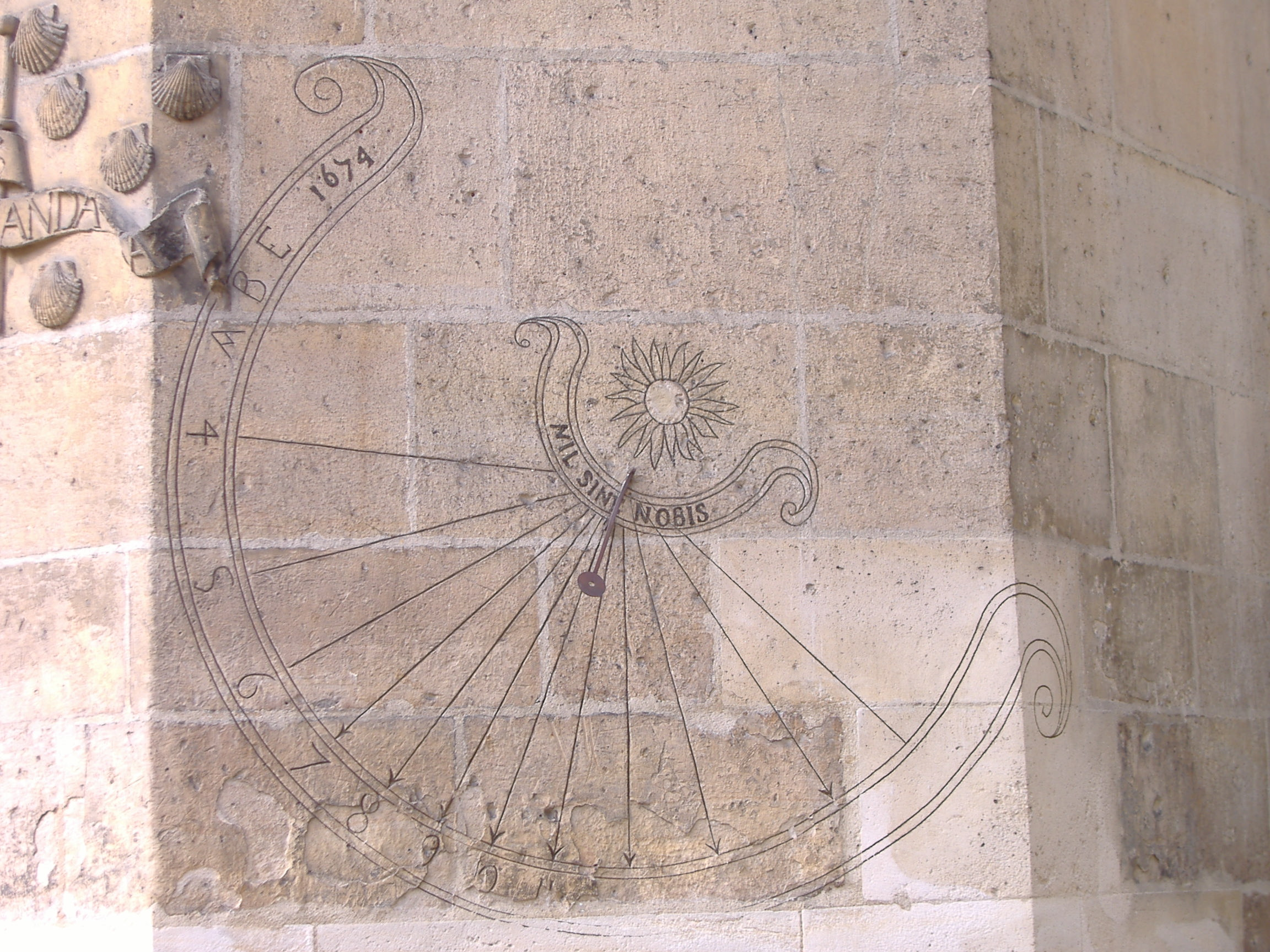
Cadran solaire gravé dans une tour donnant sur la cour intérieure de l'hôtel de Cluny.
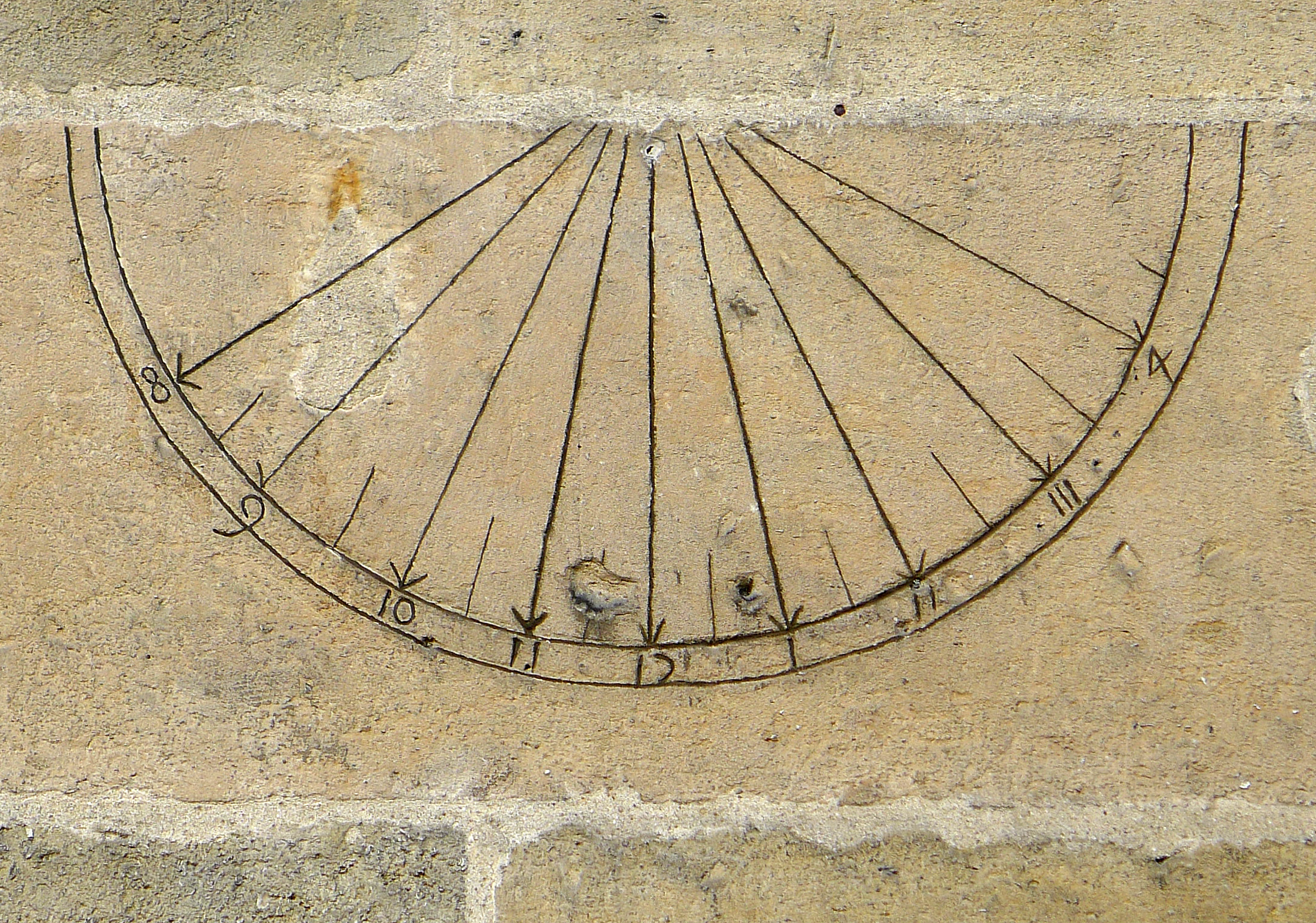
Second cadran solaire.

- Immeuble, 27, rue Saint-Jacques, Salvador Dalí (1966, cadran vertical déclinant).

- Jardin des plantes :

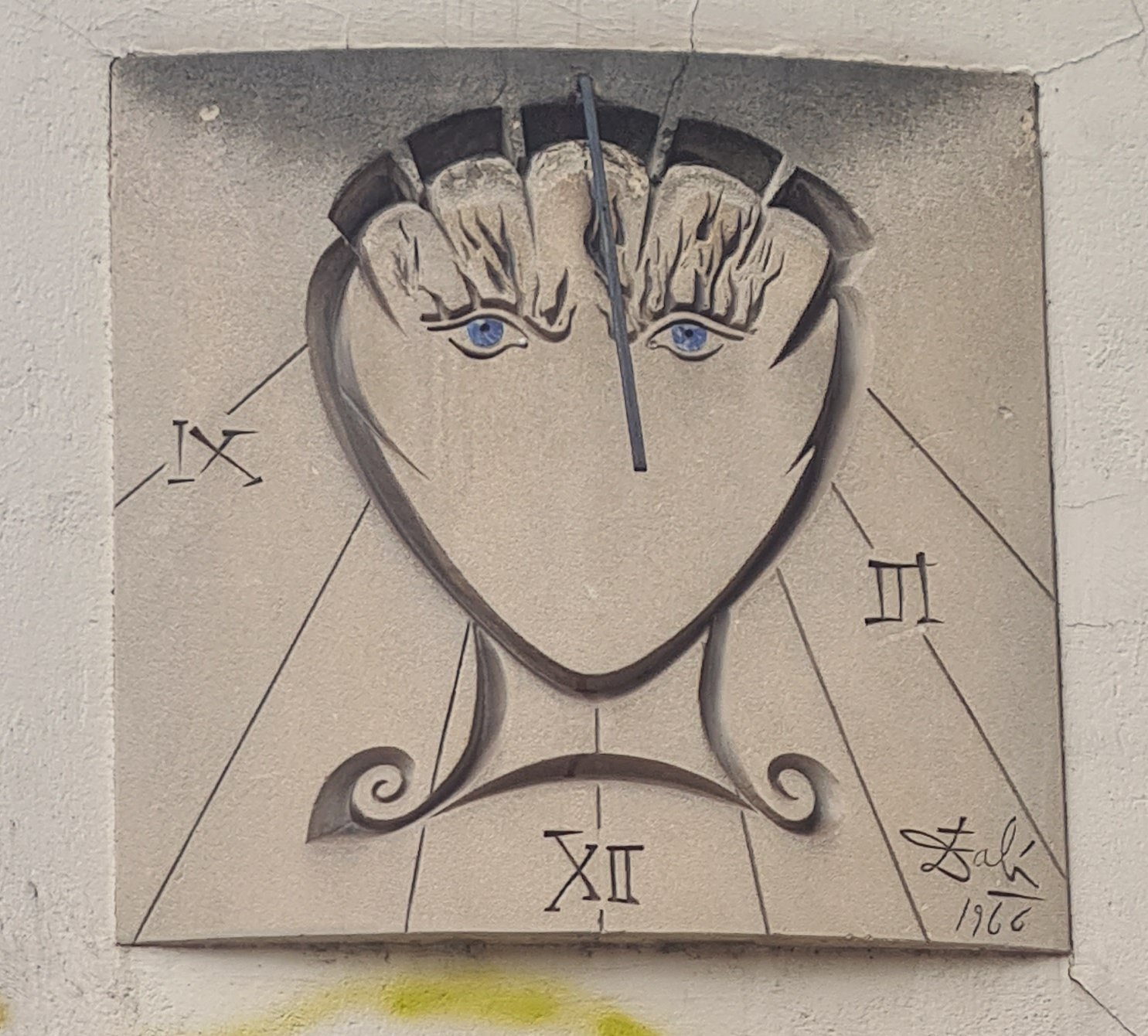

  - cadran de la maison de Cuvier (cadran vertical déclinant) ;
  - gong-méridien du kiosque du labyrinthe (désaffecté).

- Lycée Henri-IV :
  - cour Descartes (cadran vertical) ;
  - cour du Méridien (cadran vertical) ;
  - cour de récréation (vers 1850, sphère armillaire).

- Lycée Louis-le-Grand : huit cadrans solaires (façade sud).
- Sorbonne (1899, cadran vertical méridional déclinant, cour intérieure).

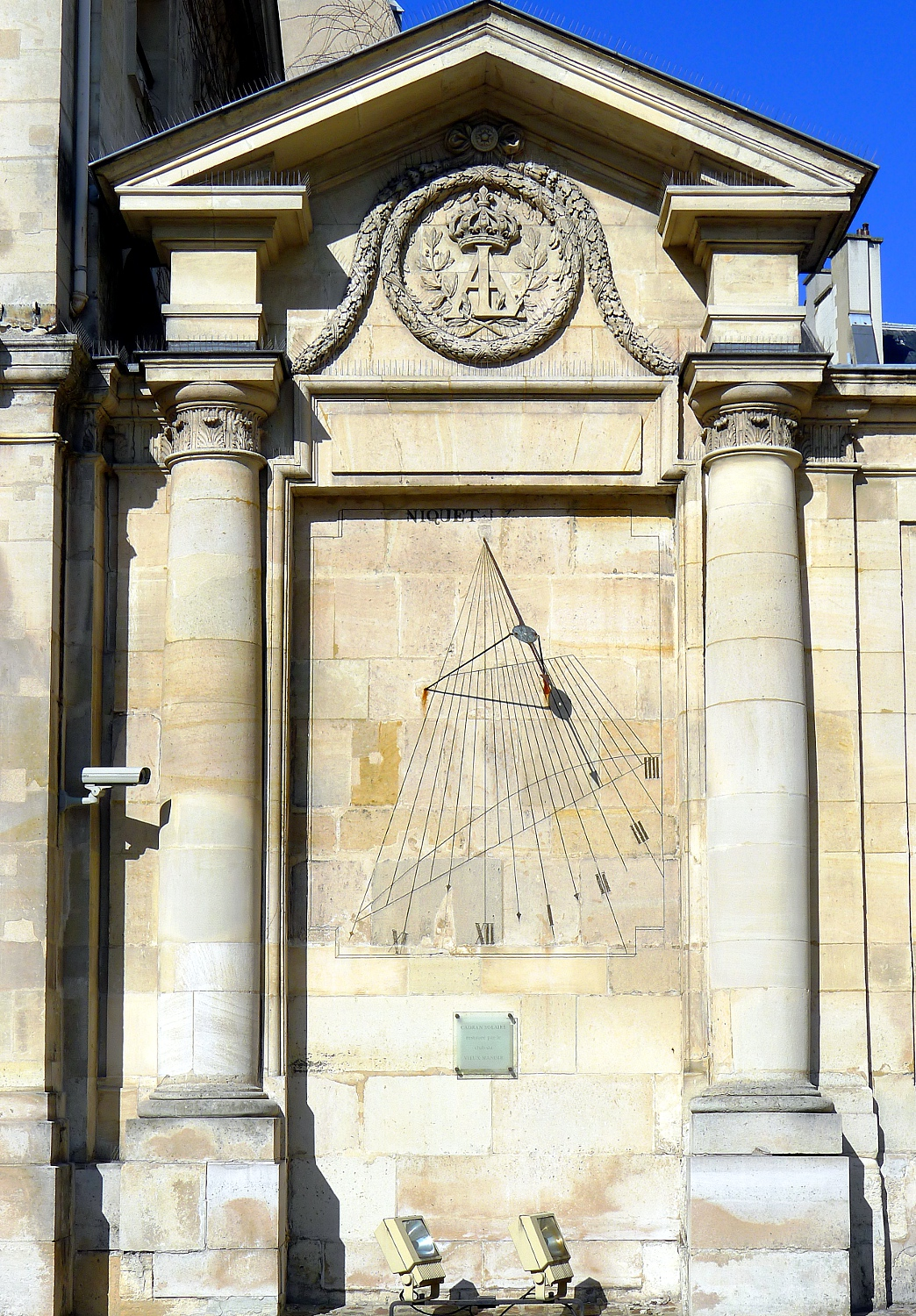
Cadran du Val-de-Grâce.
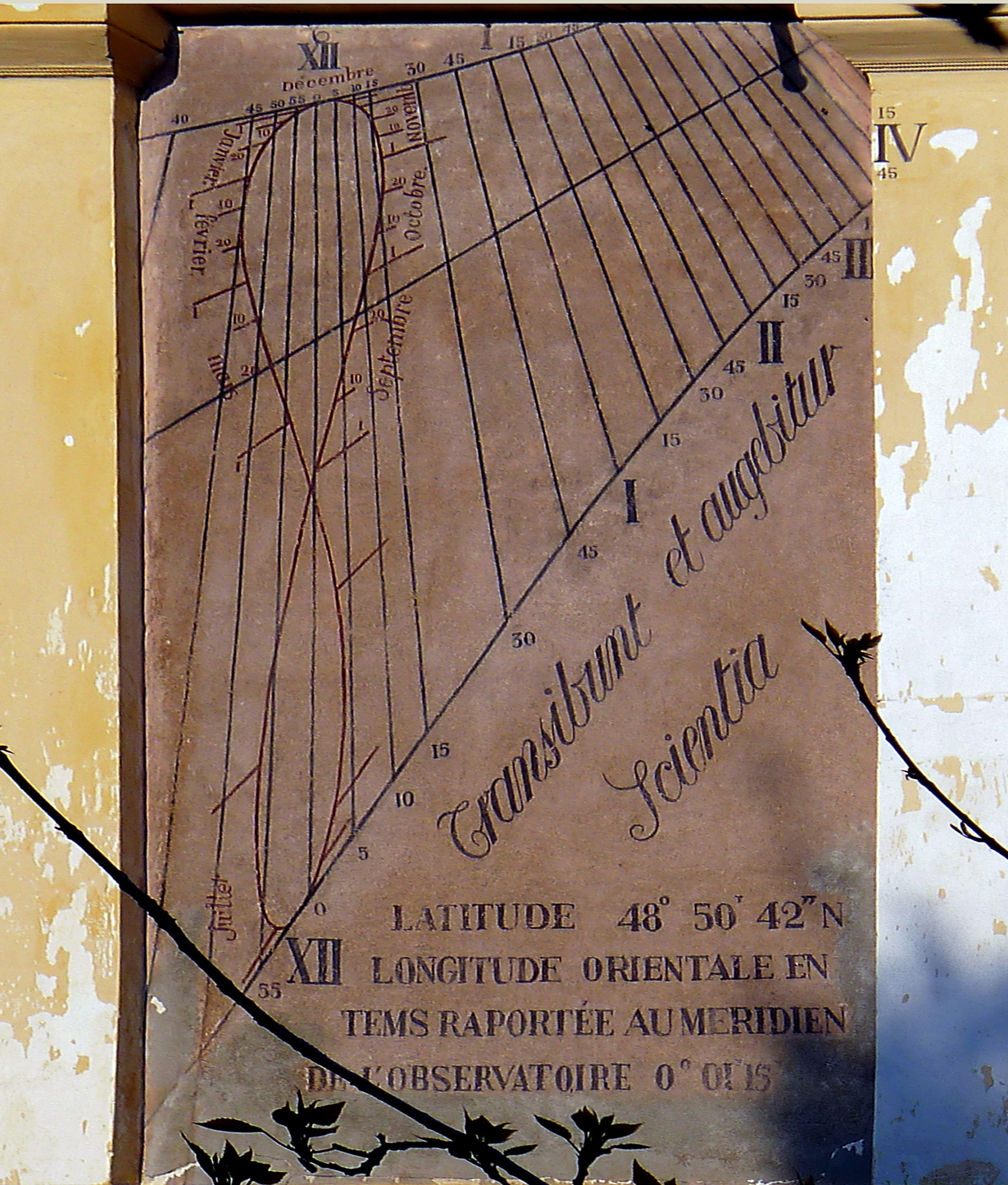
Cadran de la maison de Cuvier du jardin des Plantes.

### 6earrondissement
- Ancien couvent des Grands-Augustins, 55, quai des Grands-Augustins (cadran vertical déclinant, façade).
- Église Saint-Sulpice (méridienne).
- Hôtel Brière-de-Bretteville, 7, rue des Grands-Augustins (cadran vertical, cour intérieure).
- Hôtel de la Monnaie, 11, quai de Conti (méridienne verticale, cour du Méridien).
- Immeuble, 56, rue du Cherche-Midi (cadran vertical).
- Immeuble, 17, rue Guénégaud (cadran vertical déclinant, cour intérieure).
- Institut de France :
  - cour d'honneur (cadran vertical) ;
  - cour de récréation (double cadran vertical déclinant).

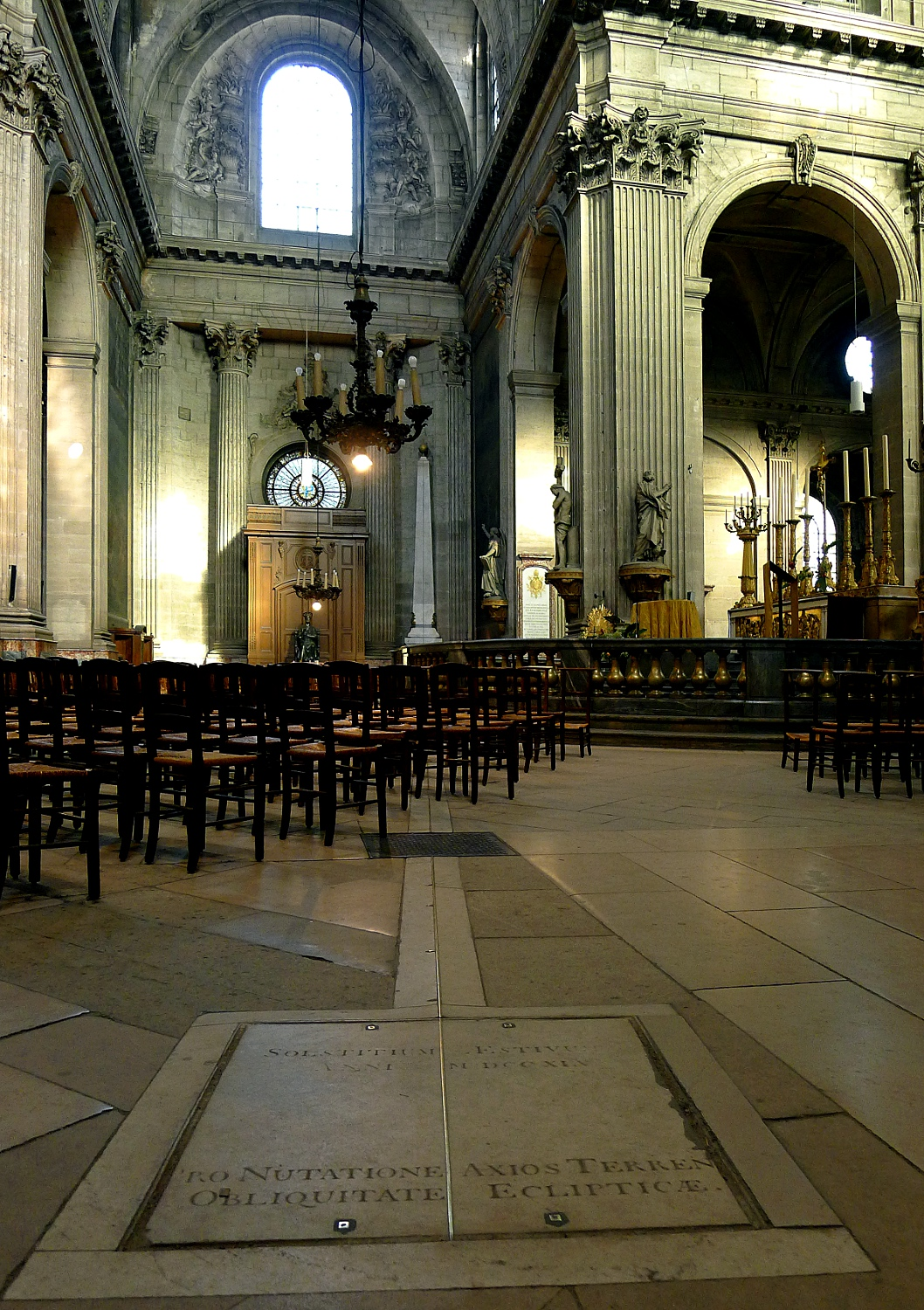
Méridienne de Saint-Sulpice.
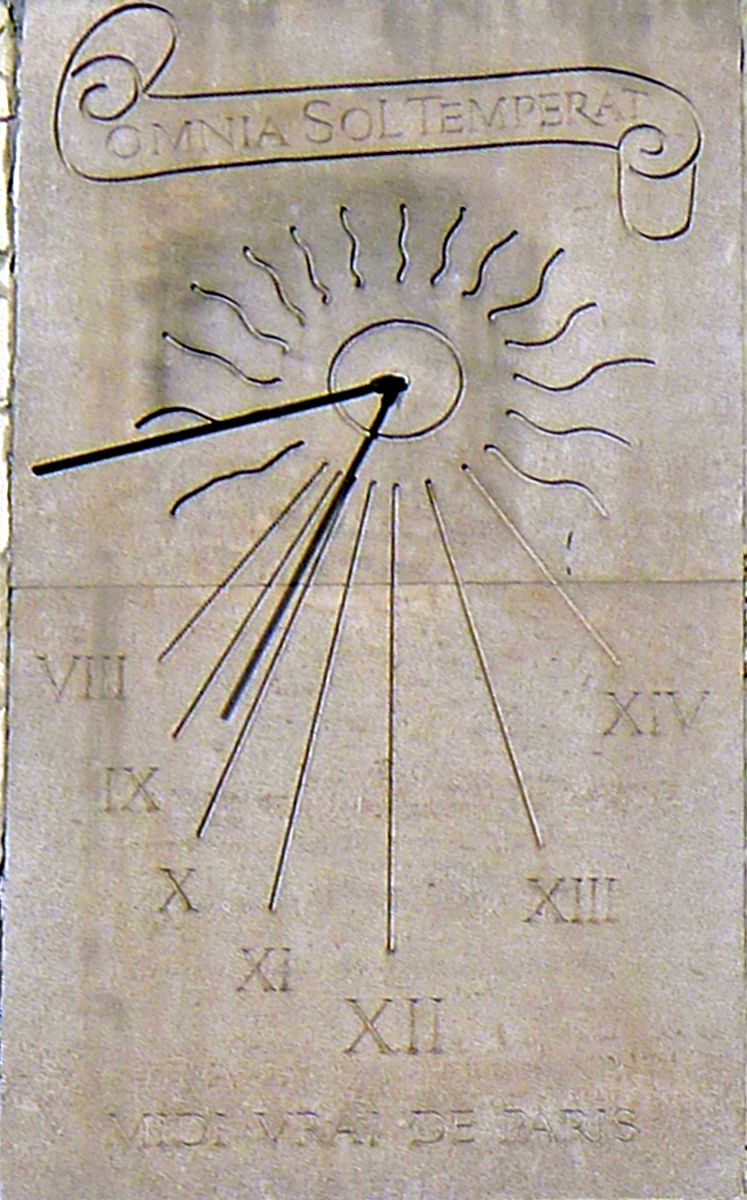
Cadran du 56, rue du Cherche-Midi.

### 7earrondissement

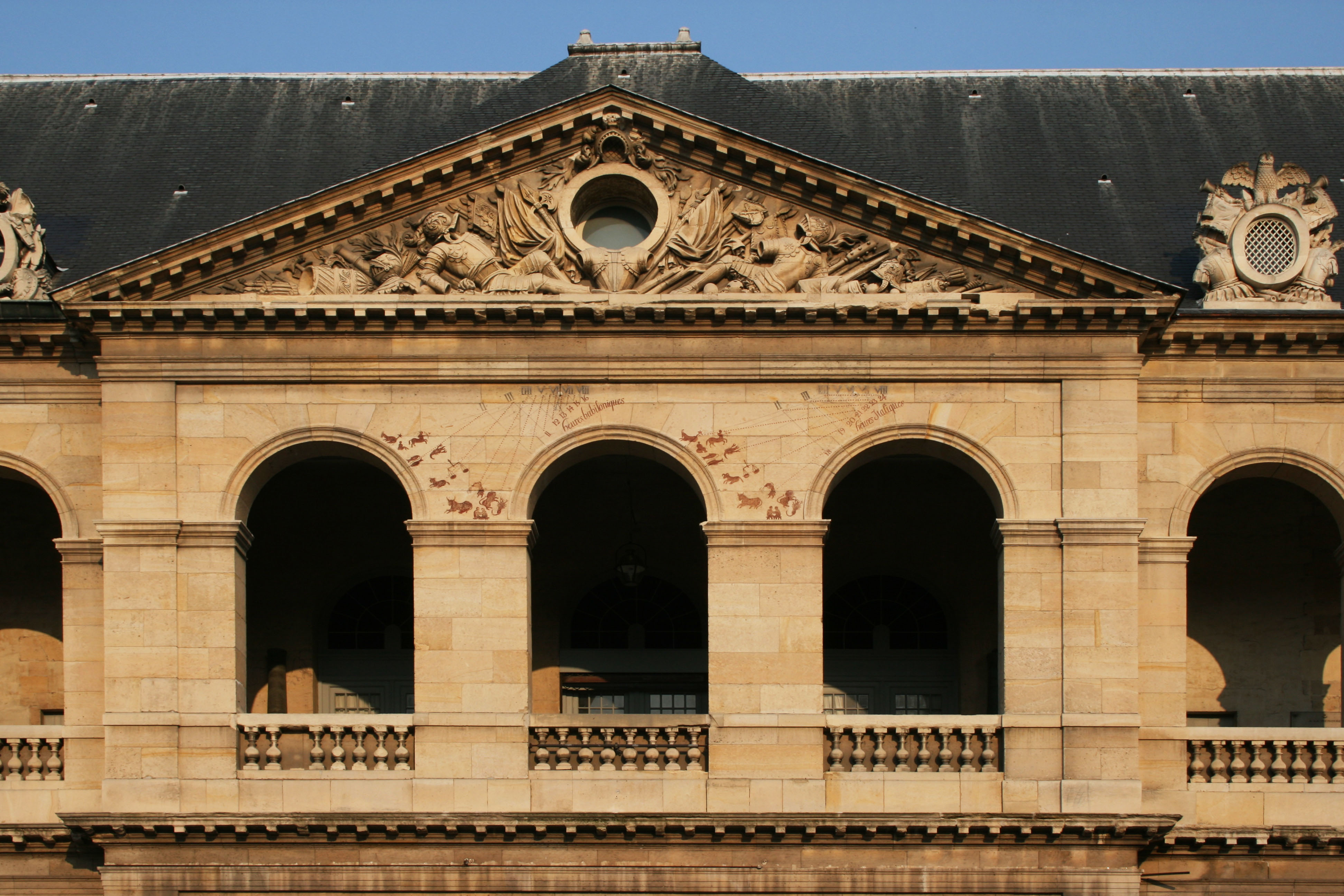
Deux des sept cadrans solaires de l'hôtel des Invalides.

- Hôpital Laennec (cadran vertical déclinant, cour Gamard).
- Hôtel d'Avaray, 85, rue de Grenelle (sphère armillaire).
- Hôtel Bauffremont, 87, rue de Grenelle (méridienne).
- Hôtel des Invalides : sept cadrans solaires (cadrans verticaux, cour d'honneur, façades est, sud et ouest).
- Hôtel Turgot, 108, rue de l'Université (cadran vertical déclinant).
- Immeuble, 14, rue de Lille (cadran vertical déclinant).
- Monument des Droits de l'Homme, Champ-de-Mars (1989).

### 8earrondissement
- Hôtel Charost, 39, rue du Faubourg-Saint-Honoré (cour d'honneur) :
  - façade est (cadran vertical déclinant) ;
  - façade ouest (cadran vertical déclinant).
- Hôtel de Crillon, 10, place de la Concorde (méridienne, cour intérieure).
- Lycée Chaptal (double méridienne).
- Place de la Concorde, Denis Savoie (1999, gnomon formé par l'obélisque de Louxor).

### 9earrondissement
- Immeuble, 30, place Saint-Georges (cadran horizontal).

### 10earrondissement
- Hôtel Ibis, 12, rue Louis-Blanc (cadran vertical, cour intérieure).
- Immeuble, 196, rue Saint-Maur (cadran vertical déclinant).

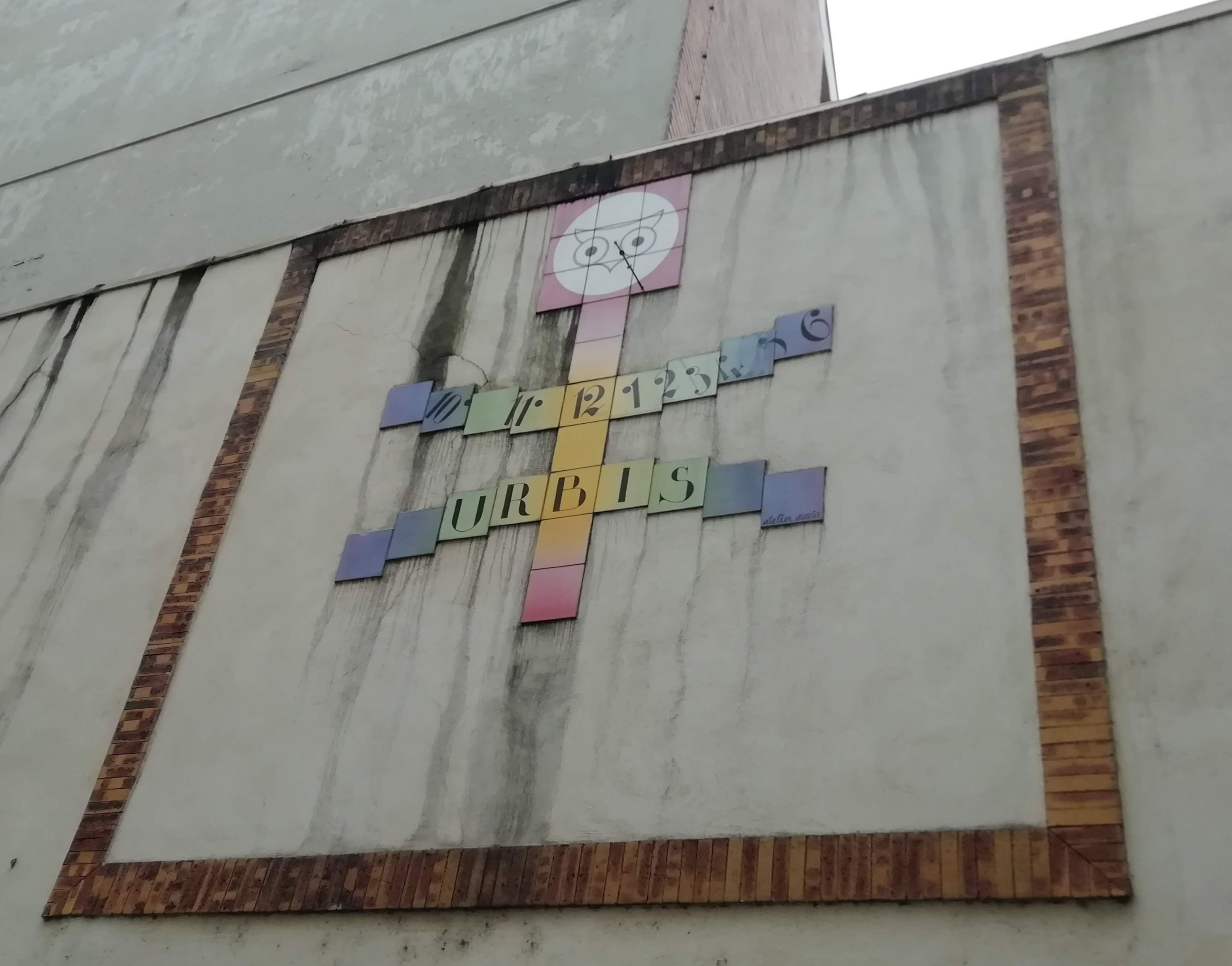
Cadran hotel Ibis
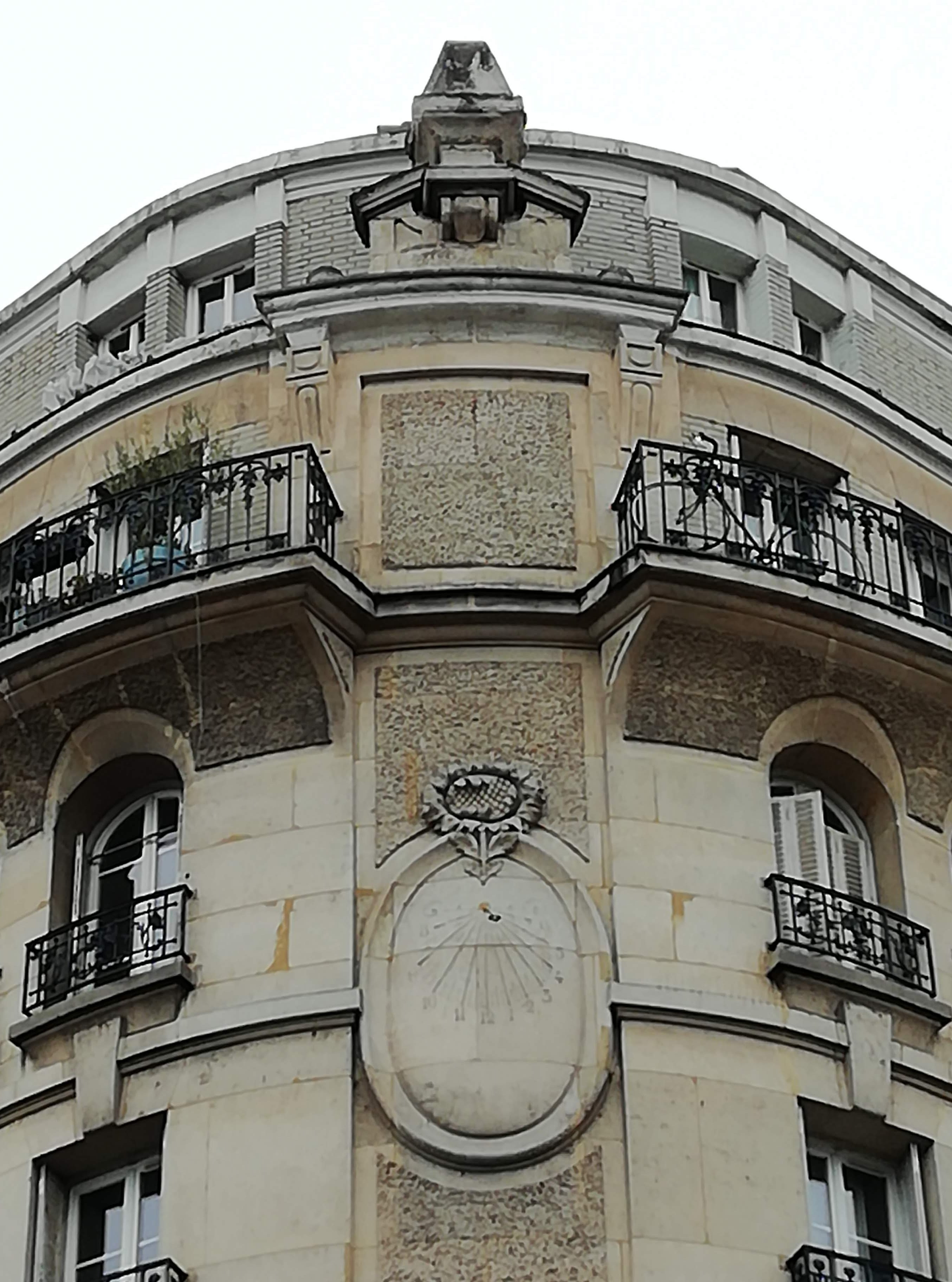
Cadran solaire 196, rue Saint Maur

### 11earrondissement

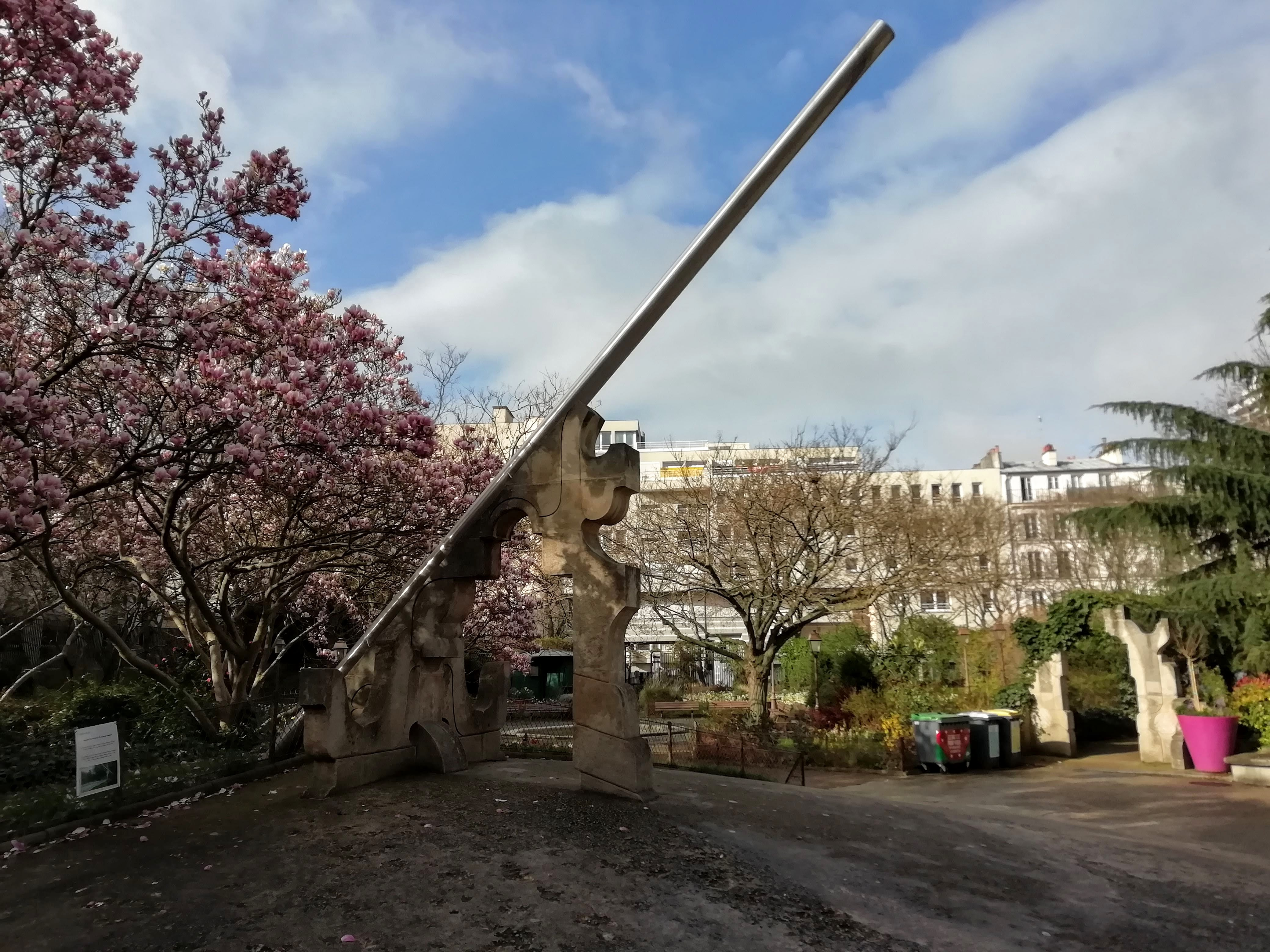
Cadran solaire du jardin Émile Gallé

- Cour de l'Étoile-d'Or, 75, rue du Faubourg-Saint-Antoine (cadran vertical déclinant, cour intérieure).
- Immeuble, 46, rue du Faubourg-du-Temple (XIXe siècle, cadran vertical déclinant, cour intérieure).
- Immeuble, 59, rue de Charonne :
  - façade est (cadran vertical) ;
  - façade ouest (cadran vertical) ;
  - façade nord (méridienne à réflexion, miroir scellé sur la façade est).
- Jardin Émile-Gallé, Daniel Bry (1986, cadran horizontal) ; l'un des sept plus grands cadrans d'Europe.

### 12earrondissement

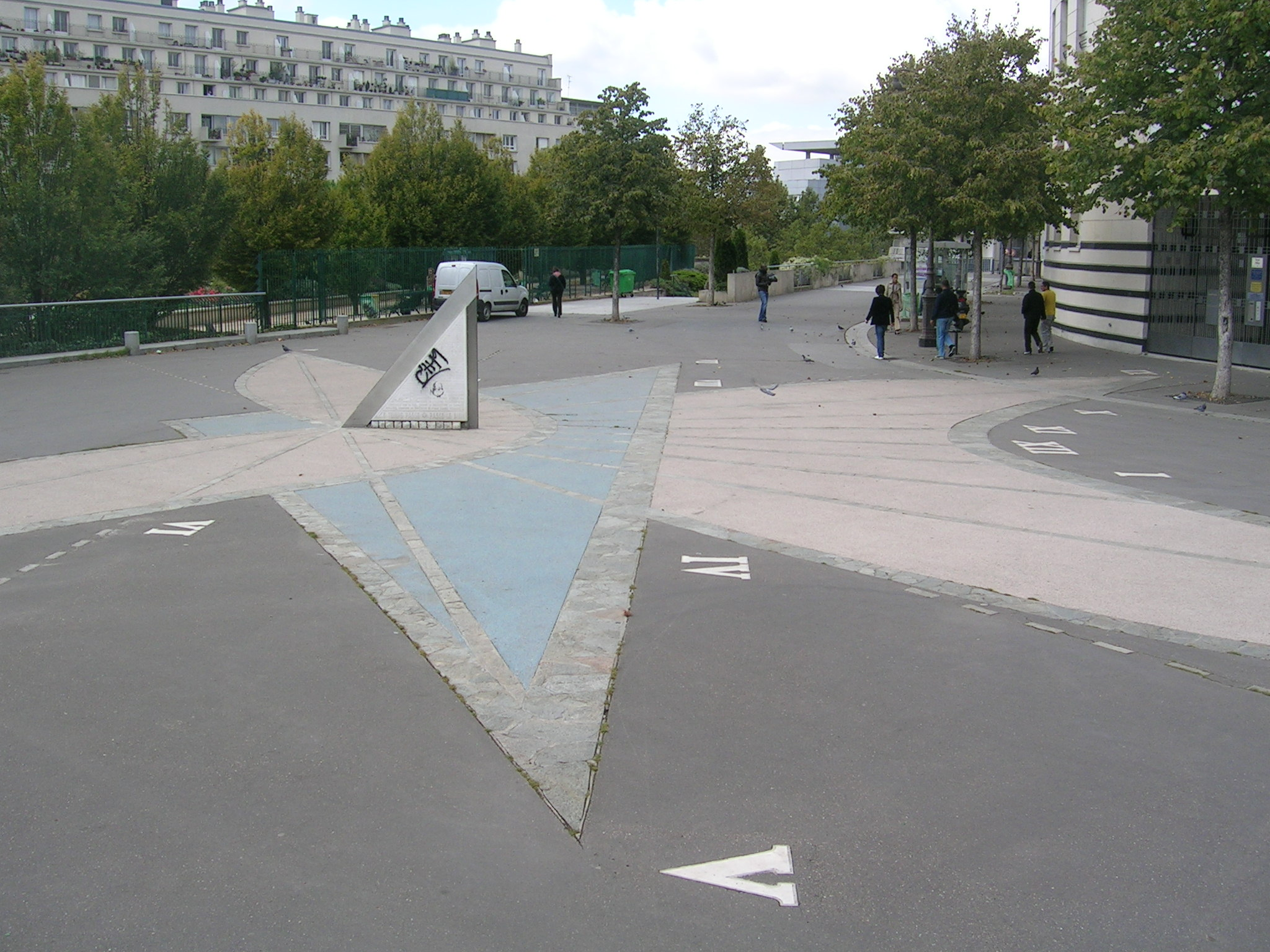
Cadran solaire du jardin de Reuilly.

- Cimetière de Picpus (cadran vertical).
- Jardin de Reuilly, Régine Doucet et Jean-Loup Doucet (1992, cadran horizontal).

### 13earrondissement
- Hôpital de la Pitié-Salpétrière (façade de la chapelle, méridienne verticale déclinante).

### 14earrondissement

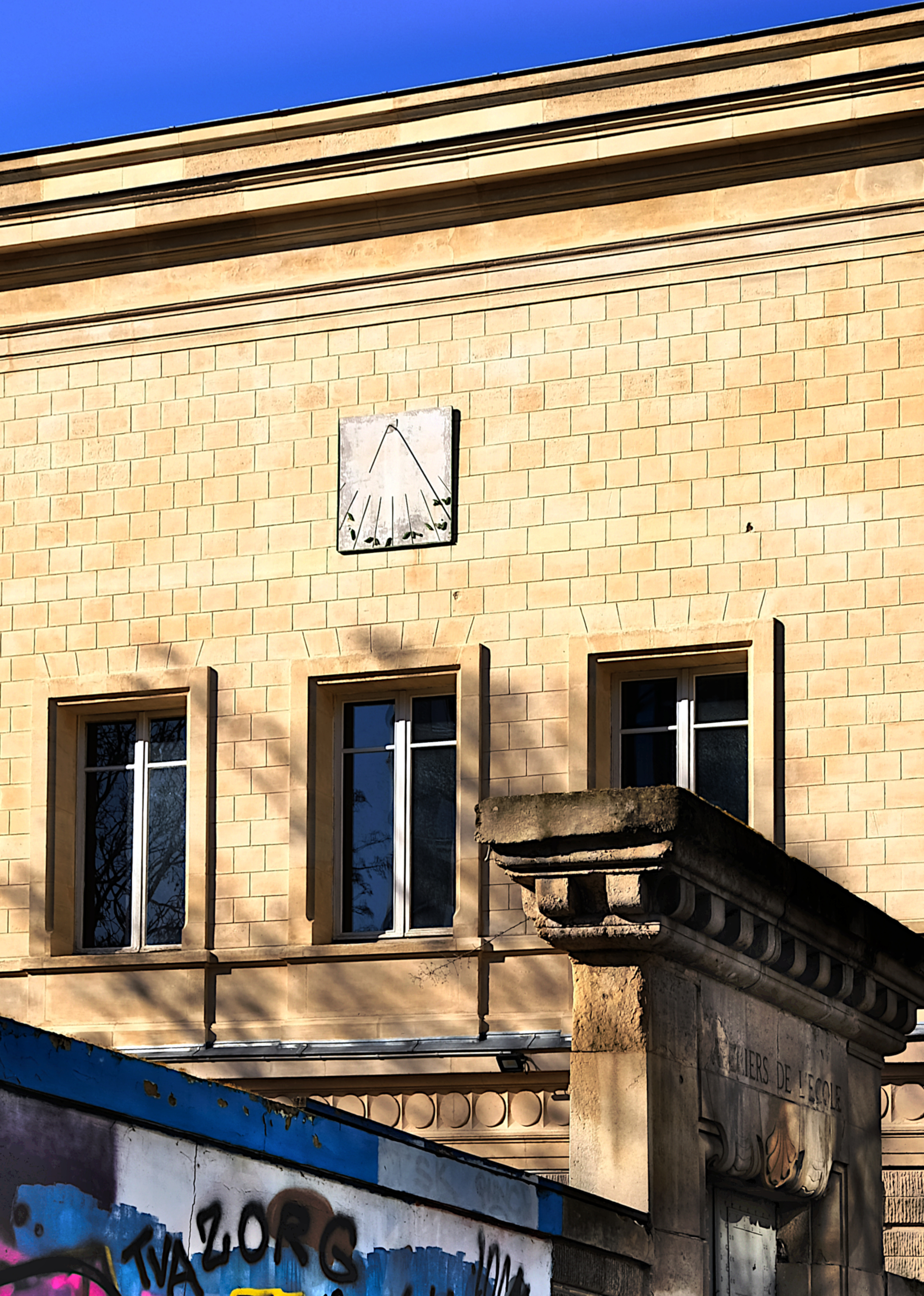
Cadran solaire du n°254 boulevard Raspail.

- École spéciale d'architecture, 254, boulevard Raspail (1977, cadran vertical déclinant, cour de l'Atelier).
- Immeuble, 28, rue Broussais (1982, cadran vertical, façade sud).
- Immeuble, 28, square de Montsouris (1900 cadran vertical déclinant).
- Observatoire de Paris (méridiennes).
- Résidence Leclerc-Friant, 102, avenue du Général-Leclerc (1978, cadran horizontal).

### 15earrondissement
- Immeuble, 45-47, rue Letellier (cadran vertical).
- Lycée Buffon, 166, rue de Vaugirard (cadran vertical).
- Parc André-Citroën (1992, cadran horizontal).
- Place Dupleix, Alain Le Boucher (1991, sphère armillaire).

### 16earrondissement
- École primaire Boileau, 17, rue Boileau (cadran vertical).
- Square Lamartine, 70, avenue Henri-Martin (cadran vertical déclinant).

### 18earrondissement
- Immeuble, 4, rue de l'Abreuvoir (cadran vertical déclinant).

### 19earrondissement
- 3, rue de l'Ourcq (cadran vertical). Situé dans la cour du bâtiment de la Fédération Compagnonnique des Métiers du Bâtiment (non accessible). Une carte de France y est gravée. Les lignes horaires représentent des liaisons entre Paris et des grandes villes françaises.
- Parc de la Villette
  - sphère armillaire, cadran équatorial, par Bernard Gitton, 1989
  - cadran solaire inversé, 2016 ; audioguide.

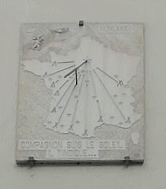
Cadran solaire des Compagnons du bâtiment, 3, rue de l'Ourcq. Devise : COMPAGNON SUIS LE SOLEIL IL T'INDIQUE.... (photo 2020)
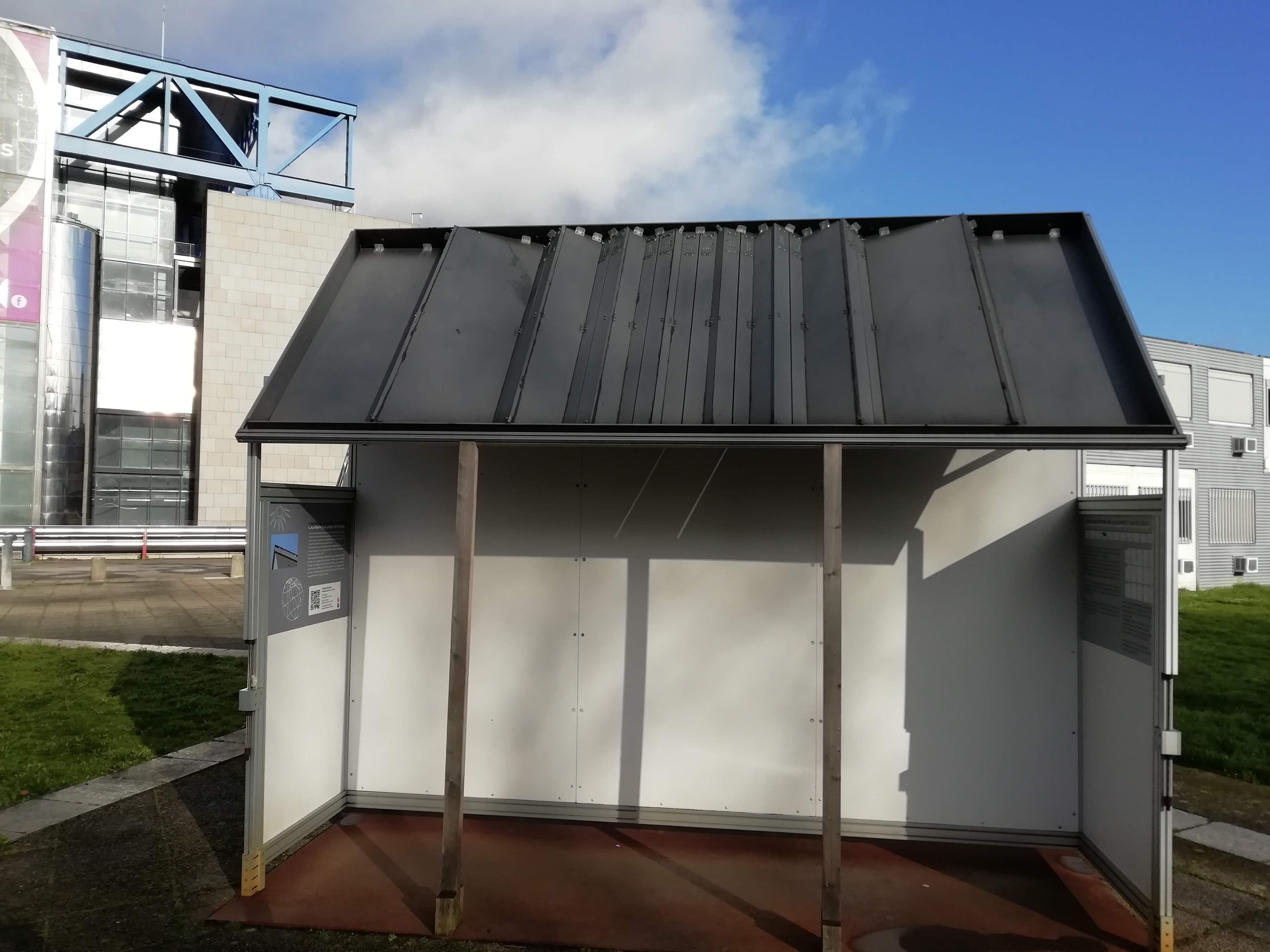
Cadran solaire inversé, Parc de la Villette (photo 2020)
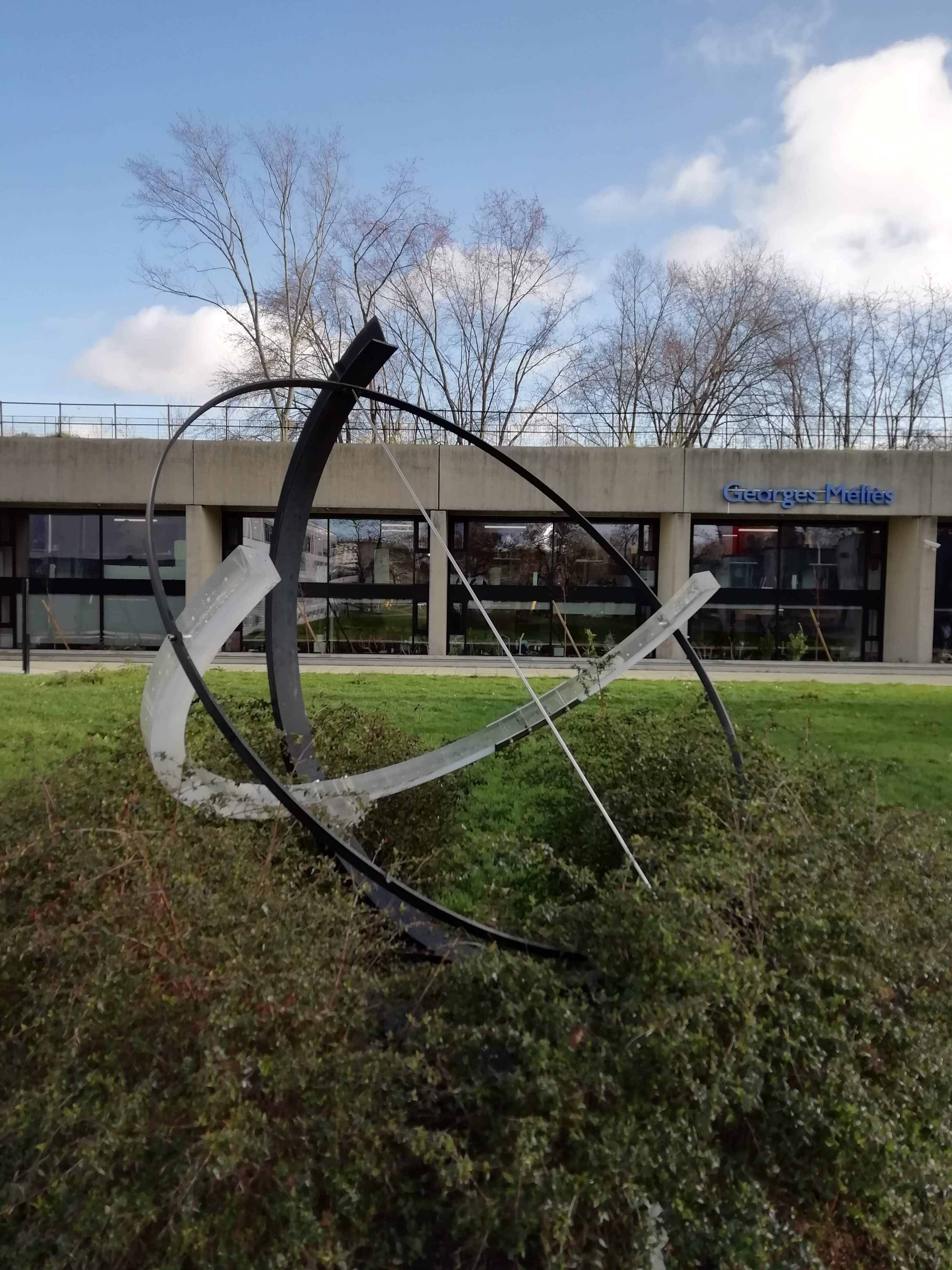
Sphère armillaire, Parc de la Villette (photo 2020)

### 20earrondissement
- Église Saint-Germain-de-Charonne (XIe siècle, cadran vertical déclinant, clocher).
- Immeuble, 25 rue Irénée-Blanc (cadran vertical).

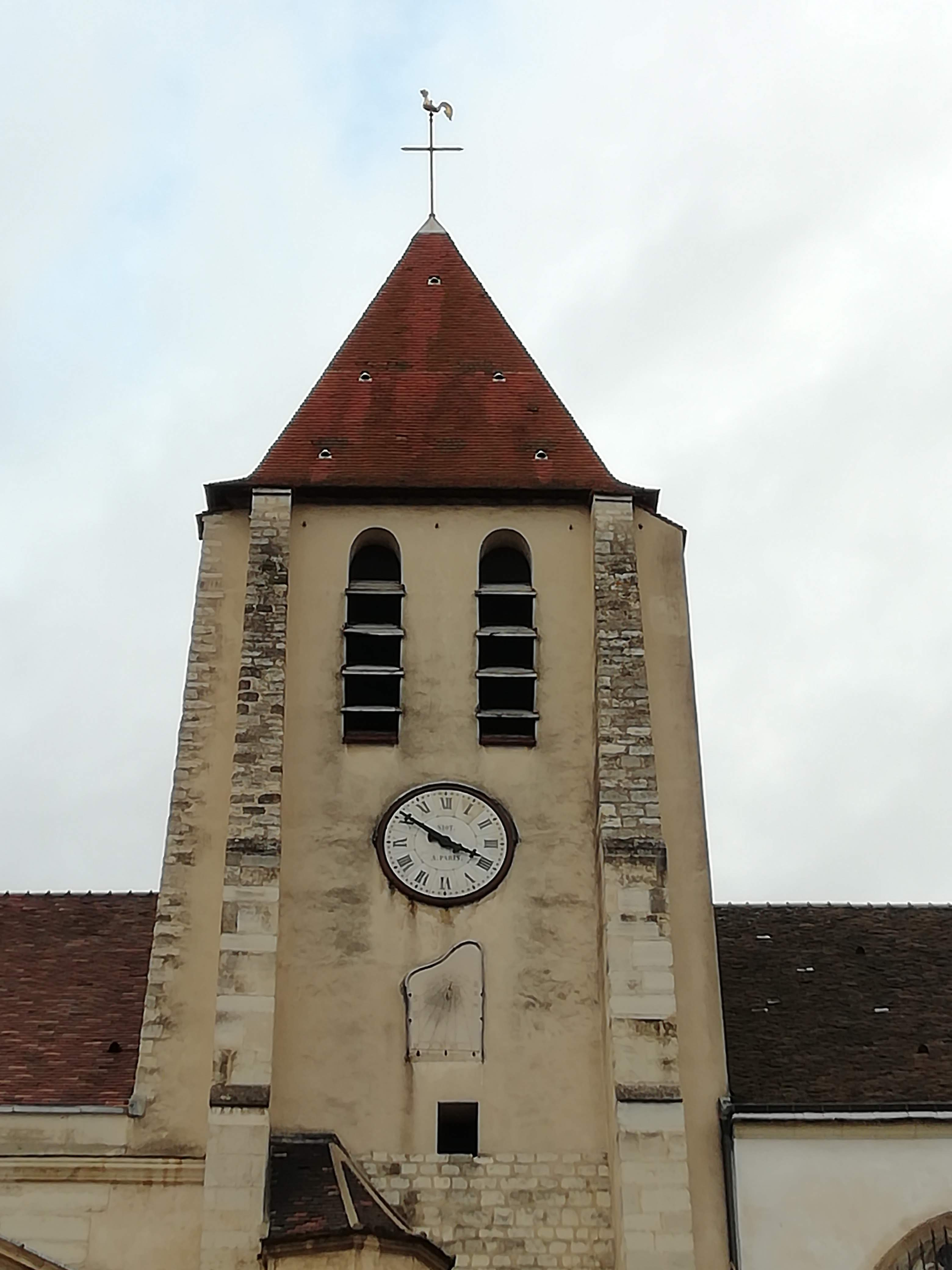
Clocher de l'église St-Germain de Charonne avec son cadran solaire.
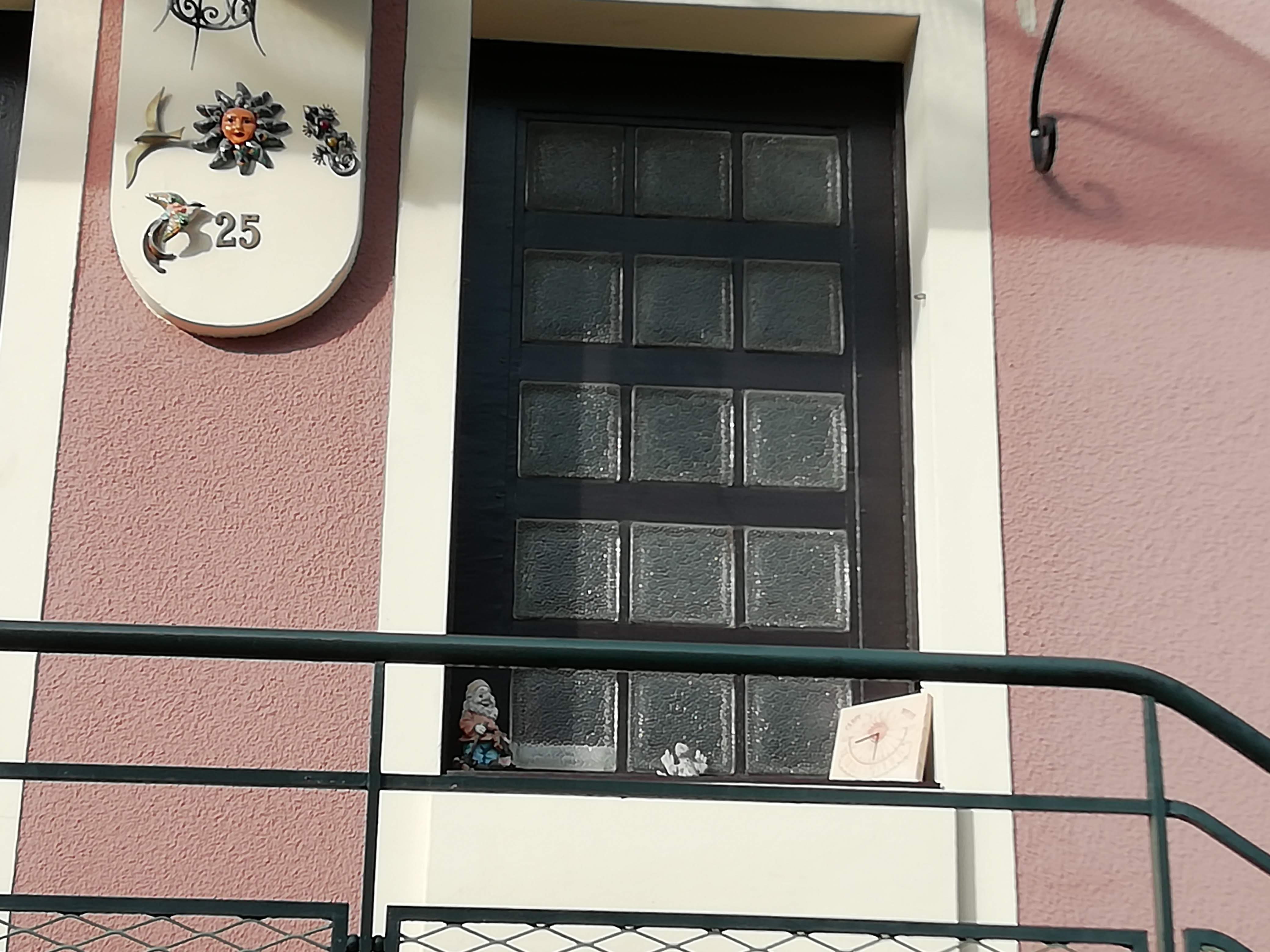
Petit cadran solaire posé sur un rebord de fenêtre, rue Irénée Blanc.